# Brazílie
Brazílie (portugalsky  Brasil), plným názvem Brazilská federativní republika (portugalsky  República Federativa do Brasil), je federativní republika tvořená 26 státy a jedním federálním územím. Je to největší a nejlidnatější stát Jižní Ameriky, pátý největší a sedmý nejlidnatější stát světa, s 217 miliony obyvatel. Na severu sousedí s Francouzskou Guyanou, Surinamem, Guyanou, Venezuelou a Kolumbií; na západě s Peru, Bolívií a Paraguayí, na jihu s Argentinou a Uruguayí. Brazilské území zabírá 47,3 % povrchu jihoamerického kontinentu. Jedinými jihoamerickými zeměmi, s nimiž Brazílie nemá společnou hranici, jsou Chile a Ekvádor.
Brazílie je největší zemí v Jižní Americe a třetí na americkém kontinentu – Amazonský prales je největším tropickým deštným pralesem na světě a pokrývá šedesát procent brazilského území. Většina z celkové plochy pralesa je ve státě Amazonas, který je také největším státem ve federaci.
Brazílie byla v minulosti největší kolonií Portugalska a portugalština je zde také úředním jazykem. Dnes je Brazílie největší zemí světa, kde se portugalsky mluví, a je jedinou lusofonní zemí v celé Americe. Hlavním městem Brazílie je Brasília, plánovitě vybudovaná v letech 1956–1960 v brazilském vnitrozemí. Největším městem s 12 milióny obyvatel je São Paulo. V letech 1956–1961 byl brazilským prezidentem potomek českých přistěhovalců Juscelino Kubitschek.
Portugalci do Brazílie přišli roku 1500. Za datum vzniku svého státu Brazilci povětšinou považují rok 1822, kdy Brazílie získala na Portugalsku nezávislost. Republika pak vznikla v roce 1889. Současná ústava pochází z roku 1988.
Brazílie má osmou největší ekonomiku světa (HDP v paritě kupní síly), potažmo devátou (nominální HDP) a zdaleka největší v Jižní Americe. Je největším producentem kávy na světě, a to již 150 let. Je členem G 20. S Ruskem, Čínou, Indií a JAR vytváří obchodně-politické spojenectví BRICS. S ostatními jihoamerickými státy pak zónu volného obchodu Mercosur.

## Etymologie
Slovo brasil pochází z portugalského označení stromu paubrasilia echinata (sapan ježatý), což je endemit Atlantického lesa, jenž se rozprostírá na východě Brazílie, u pobřeží Atlantského oceánu. Jméno stromu pak vzniklo ze slova brasa označujícího žhavý popel, což odkazuje k červené barvě, neboť červené barvivo se z toho stromu získávalo a šlo o vůbec první průmyslový produkt, který byl z Brazílie, od 16. století, vyvážen do Evropy. Oficiální portugalské jméno kolonie bylo tehdy Země svatého kříže (Terra da Santa Cruz), ale evropští námořníci a obchodníci užívali pojmu Terra do Brasil, právě kvůli obchodu s brazilským dřevem, a toto označení se ujalo více. První evropští námořníci brazilské území také často nazývali Země papoušků. V domorodé guaranštině se nazývá Pindorama, což značí Země palem. Odkaz na pralesy je zachován na současné brazilské vlajce, jejím zeleným podkladem. Na něm je žlutý kosočtverec. Žlutá má symbolizovat zlato, jehož objev a těžba stály u vzniku mnoha brazilských měst. Na žlutém kosočtverci je modrá kruhová nebeská sféra protnutí stuhou s nápisem ORDEM E PROGRESSO (česky: Řád a pokrok). Na nebeské sféře je 27 hvězd, které mají symbolizovat spolkové státy a federální distrikt. Jde o hvězdy 9 souhvězdí viditelných v Rio de Janeiru 15. listopadu 1889.

## Dějiny

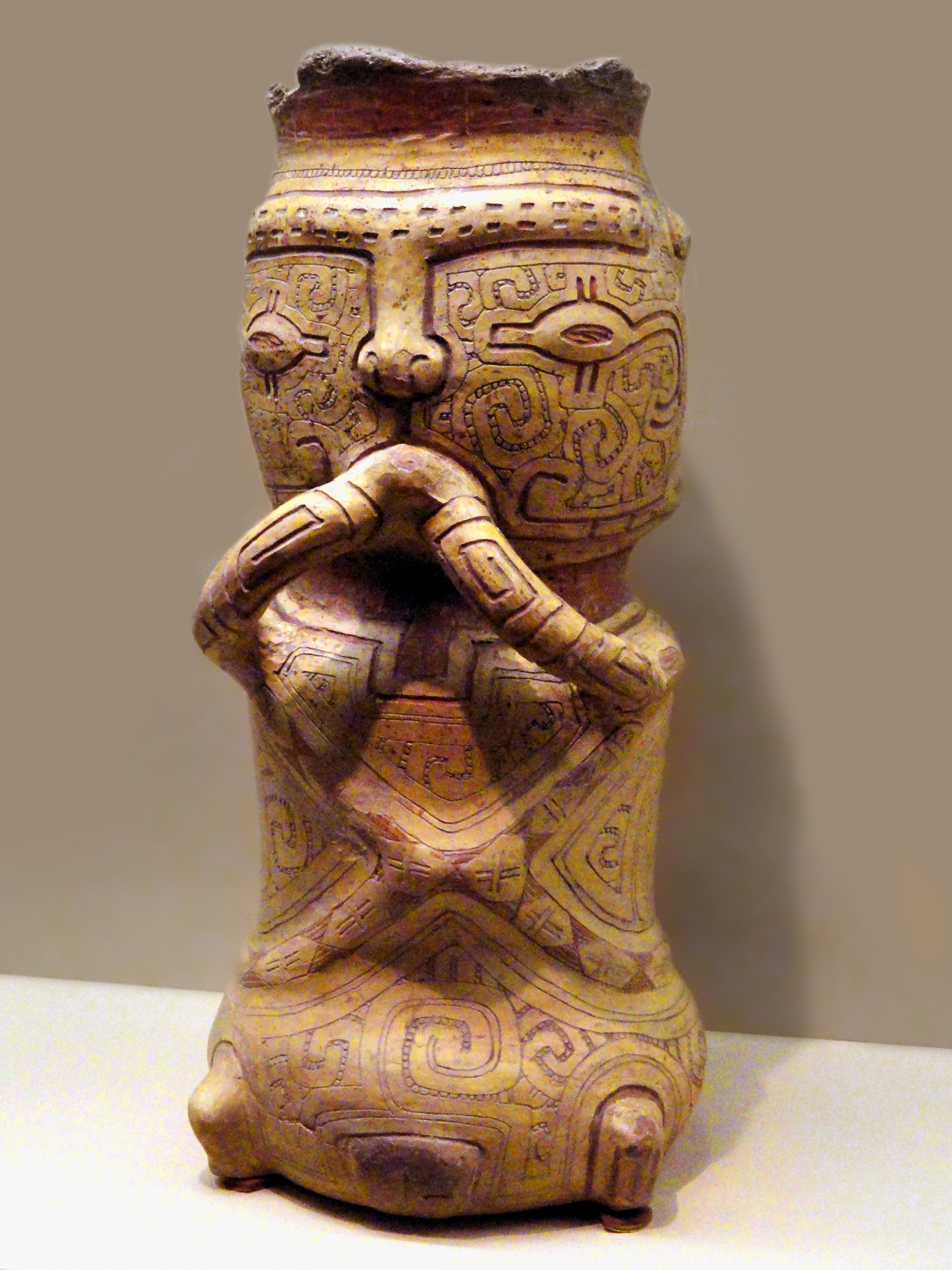
Pohřební urna kultury Marajoara

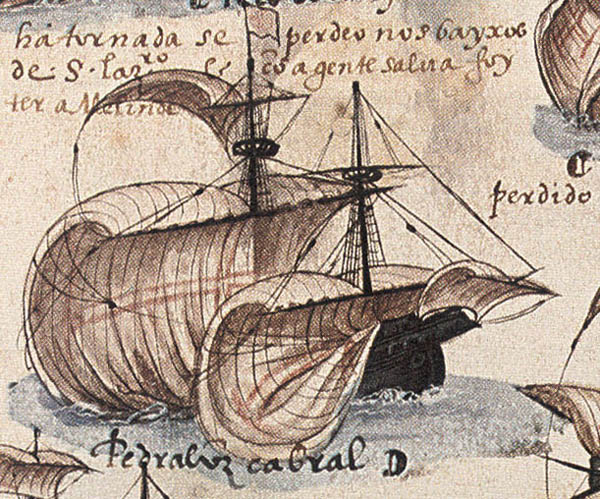
Cabralova loď

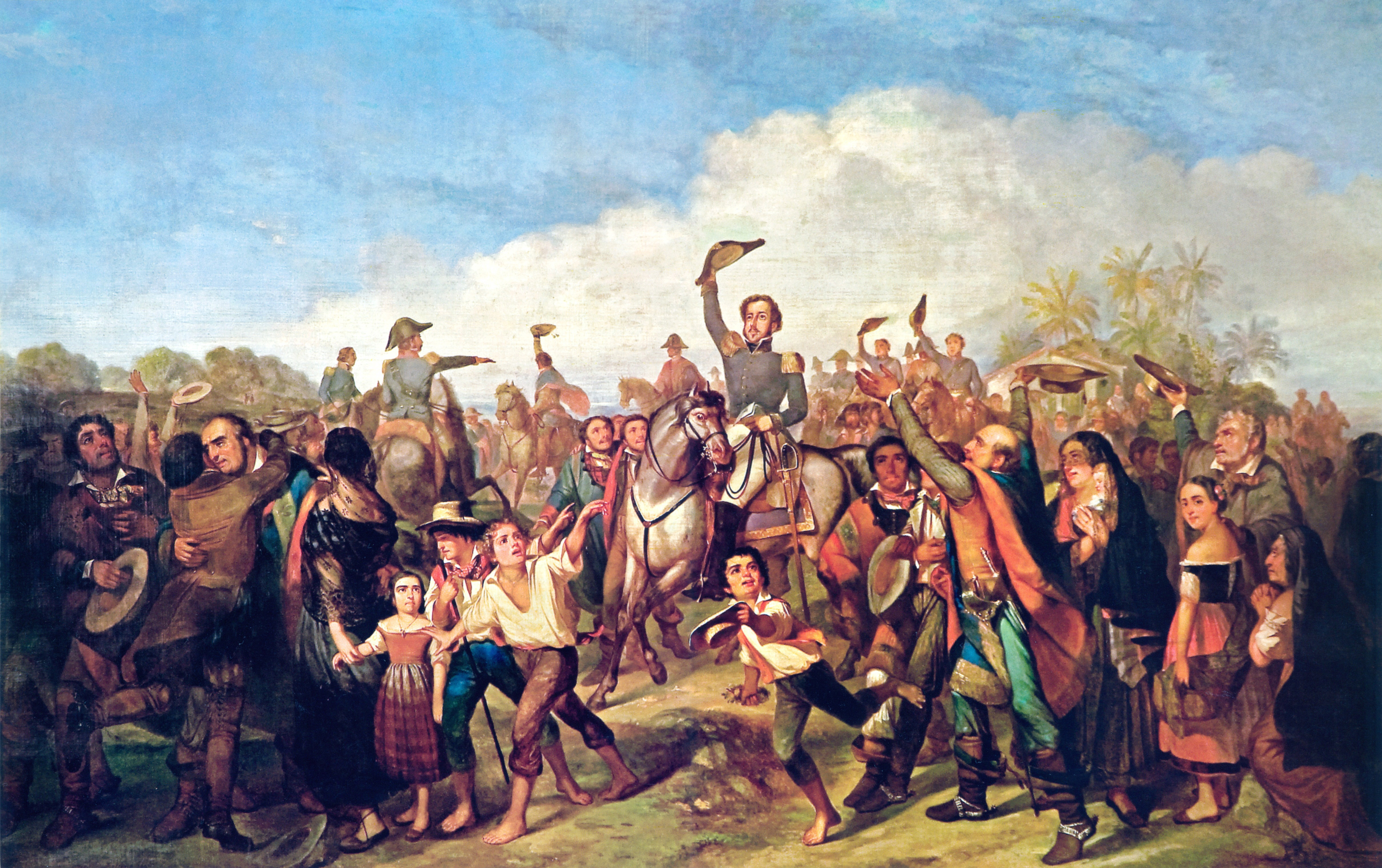
Portugalský princ Pedro vyhlašuje roku 1822 nezávislost Brazílie na Portugalsku

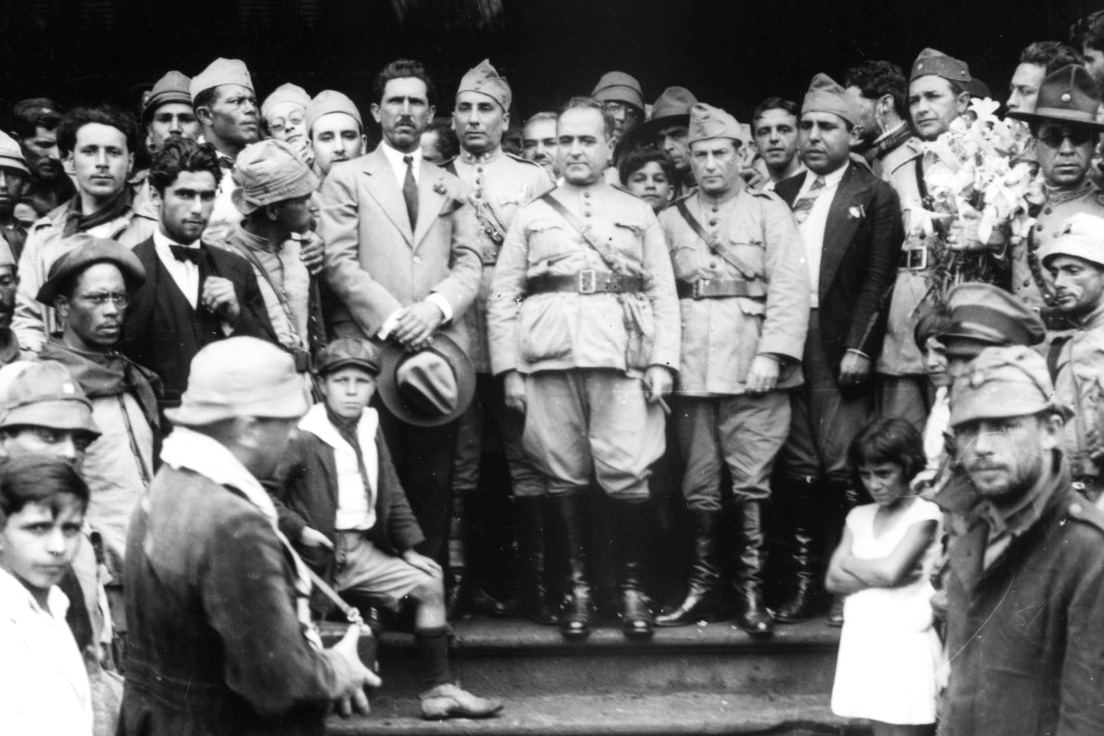
Getúlio Vargas (1930)

Jeden z nejstarších lidských ostatků nalezených v Severní a Jižní Americe – lebka ženy nazvaná Luzia – byl nalezen v oblasti Pedro Leopoldo ve státě Minas Gerais a poskytl důkazy o lidské přítomnosti nejméně před 11 000 lety. Nejstarší keramika nalezená na západní polokouli byla vykopána v povodí Amazonky v Brazílii a radiokarbonovou metodou bylo odhadnuto její stáří na 8000 let. Keramika byla nalezena nedaleko města Santarém a poskytuje důkaz, že oblast tropického pralesa umožňovala vznik komplexní prehistorické kultury. V době příchodu Evropanů žilo na území dnešní Brazílie asi 2000 kmenů. Domorodé obyvatelstvo tradičně tvořily převážně polokočovné kmeny, které se živily lovem, rybolovem, sběrem a migračním zemědělstvím. K nejvýznamnějším indiánským kulturám patřila kultura Marajoara, která se rozvinula na ostrově Marajó u ústí řeky Amazonky. Zformovala se okolo roku 400. Její populace dosahovala možná až 100 000 lidí.
V roce 1500 přistál u brazilských břehů portugalský kapitán Pedro Álvares Cabral. Až do roku 1529 věnovalo Portugalsko Brazílii velmi malou pozornost, především kvůli vysoce lukrativnímu obchodu s Indií a Čínou. Tohoto nezájmu využívali cizí obchodníci, piráti a korzáři k ilegální těžbě cenného sapanu, stromu, z něhož se vyrábělo barvivo. Až roku 1532 zde Portugalci zřídili kolonii. V roce 1549 byl hlavním městem kolonie Brazílie vyhlášen São Salvador da Bahía de Todos os Santos (dnešní Salvador) a byl zřízen úřad generálního guvernéra (vicekrále). V letech 1554–1567 domorodci vytvořili Konfederaci Tamoyo (Confederação dos Tamoios), do jejíhož čela se postavil náčelník Cunhambebe. Tato konfederace se vzbouřila proti portugalské nadvládě, avšak byla poražena.
Během 16. století se základem brazilské ekonomiky a společnosti stalo plantážní pěstování cukrové třtiny a export cukru do Evropy. Kolem roku 1600 již byla Brazílie největším producentem cukru na světě. Kolonisté však nedokázali trvale zotročovat domorodce, a tak začali brzy dovážet miliony otroků z Afriky. Afričané se stali podstatnou částí brazilského obyvatelstva a dávno před zrušením otroctví (1888) se začali mísit s evropskou brazilskou populací. Ovlivnili i brazilskou kulturu, stáli u počátků současných afro-latinských synkretických kultů umbanda a candomblé. Otroci vedli i několik povstání, v čele nejznámějšího stál Zumbi dos Palmares. Založil i vlastní stát o velikosti Portugalska zvaný Palmares. Na vrcholu své slávy měl více než 30 000 obyvatel a udržel se 67 let.
Skupiny průzkumníků, nazývané bandeiras, pronikaly od 17. století také do vnitrozemí a roku 1637 Pedro Teixeira jako první Evropan proplul po celé délce řeku Amazonku. Nálezy zlata a diamantů ve státě Minas Gerais na přelomu 17. a 18. století přilákaly do země statisíce Portugalců a urychlily kolonizaci brazilského vnitrozemí. Za napoleonských válek roku 1807 uprchl do Brazílie portugalský dvůr v čele s králem Janem VI., který zde vládl 13 let, usazen v Rio de Janeiro. Brazílie tak byla zrovnoprávněna v rámci portugalské říše s evropským centrem; v roce 1815 byla zrušena kolonie a vyhlášeno Spojené království Portugalska, Brazílie a Algarves. Důležitým krokem bylo, že král otevřel brazilské přístavy cizím lodím (zvláště britským), což pomohlo obchodu. Došlo k zakládání podniků, vysokých škol, bank, bylo povoleno vydávání novin a knih. Rakouská princezna Leopoldina, provdaná za Janova syna Petra, s sebou přivedla učence a umělce, kteří významně přispěli k rozvoji duchovního života země. Když se král vrátil v roce 1821 do Portugalska, zanechal v Brazílii právě svého staršího syna Petra, aby zde vládl jako regent. Petrovi se však podřízené postavení vůči otci dlouho nelíbilo. Již za rok vyhlásil na Portugalsku nezávislost. Po krátké válce vzniklo 7. září 1822 Brazilské císařství. Petr se postavil do jeho čela jakožto císař Petr I. Brazilský.
Ve 30. letech 19. století povstání cabanagem proti vládnoucí bílé vrstvě v provincii Grão-Pará otřáslo autoritou státu a způsobilo vylidnění regionu. Po vítězství v paraguayské válce roku 1870 Brazílie anektovala část regionu Mato Grosso. V roce 1888 Brazílie oficiálně zrušila otroctví. Dne 15. listopadu 1889 byla svržena monarchie a vyhlášena federativní republika. Po vzoru USA byla roku 1891 přijata ústava a vyhlášeny Spojené státy brazilské.
Nastala éra relativní demokracie zvané někdy též „kávová oligarchie“, neboť po cukru se hlavním zdrojem bohatství v 19. století stala káva. Brazílie poměrně prosperovala, ale příchod Velké hospodářská krize v roce 1929 jí otřásl. Exporty kávy klesly na třetinu. Stejně tak poklesla průmyslová produkce. Na březen 1930 byly vypsány federální a prezidentské volby. Vyhrál kandidát Júlio Prestes, který měl podporu statkářů a oligarchie ze São Paula. Opozicí byla Liberální aliance v čele s Getúliem Vargasem, který zastupoval podnikatele a střední vrstvu. Vargas sliboval parcelaci velkostatků a znárodnění některých velkých zahraničních podniků. Poté, co Vargas a jeho strana prohlásili volby za zfalšované, vypukly nepokoje. Nižší příslušníci armády a někteří nejvyšší důstojníci podpořili Vargase. Vláda padla a moci se chopila vojenská junta, kterou Vargas donutil, aby mu předala moc. V roce 1932 vypuklo proti Vargasovi povstání, ale bylo rozdrceno. Roku 1935 se o povstání pokusili komunisté, později i fašisté. Vargas všechny vzpoury potlačil a vládl jako diktátor až do roku 1945, s politikou, která kombinovala levicové i pravicové prvky (pozemková reforma, zavedení osmihodinové pracovní doby, omezení vlivu katolicismu na školách, volební právo pro ženy, korporativismus, podpora Spojenců za druhé světové války).

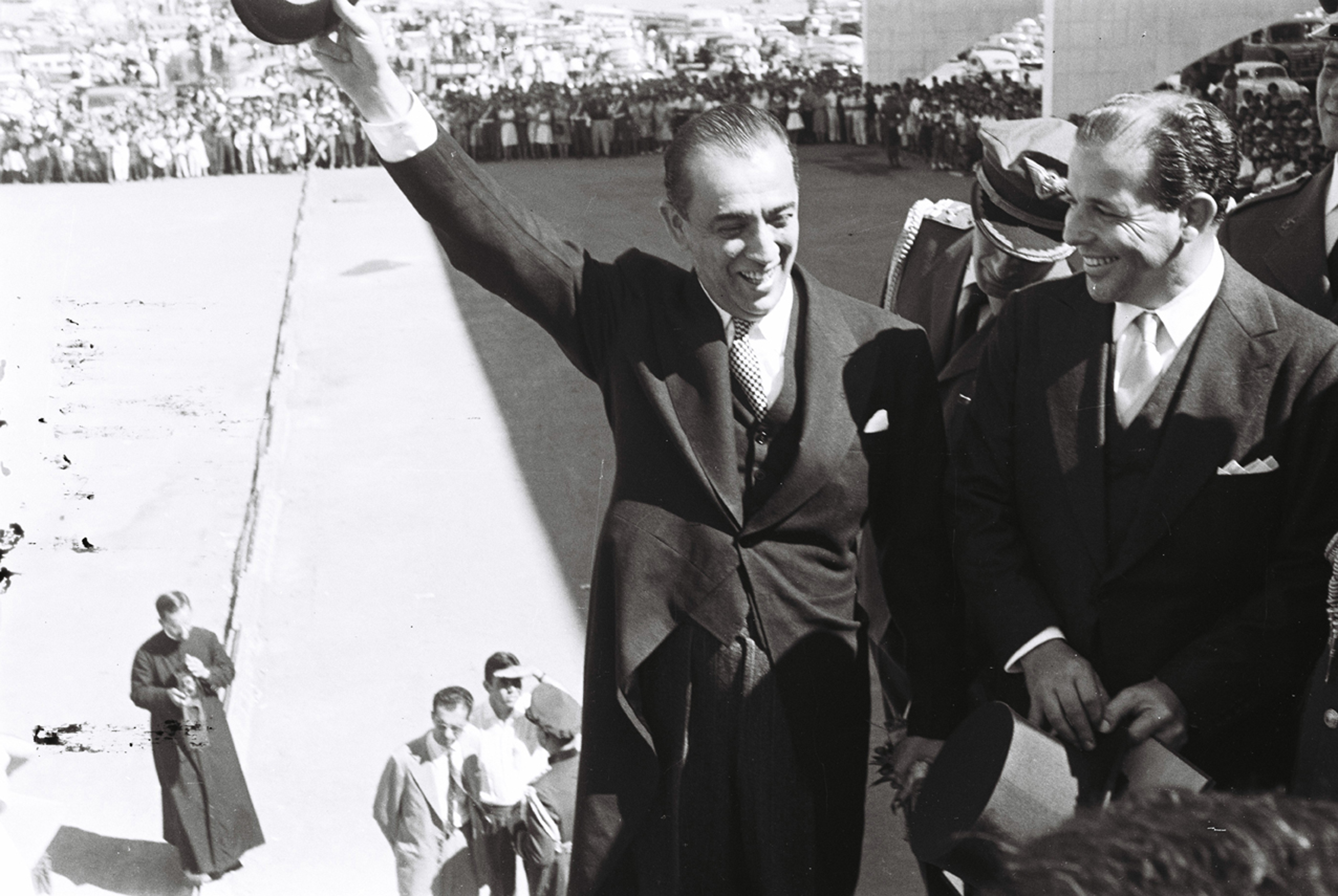
Brazilský prezident Juscelino Kubitschek a jeho viceprezident João Goulart v roce 1960

V letech 1945–1964 fungovala znovu demokracie. Pozoruhodný hospodářský boom nastal zejména za vlády prezidenta českého původu Juscelina Kubitscheka. Ten založil roku 1960 nové hlavní město Brasília, které stojí v centru země. V roce 1964, po svržení prezidenta Goularta, převzala moc v zemi vojenská junta, která vládla až do roku 1985 a v rámci Operace Condor se podílela na vraždách a únosech odpůrců režimu.
Roku 1985 byla junta zbavena moci a prezidentem byl, prozatím nikoli občany, zvolen Tancredo Neves. Collor de Mello vládl od roku 1990 jako první brazilský prezident zvolený v přímé volbě od éry vojenské diktatury. Na hrozivé ekonomické problémy (inflace činila 25 procent za měsíc) odpověděl neoliberální politikou, především privatizací státních podniků. Stejnou linii držel jeho nástupce Fernando Henrique Cardoso.

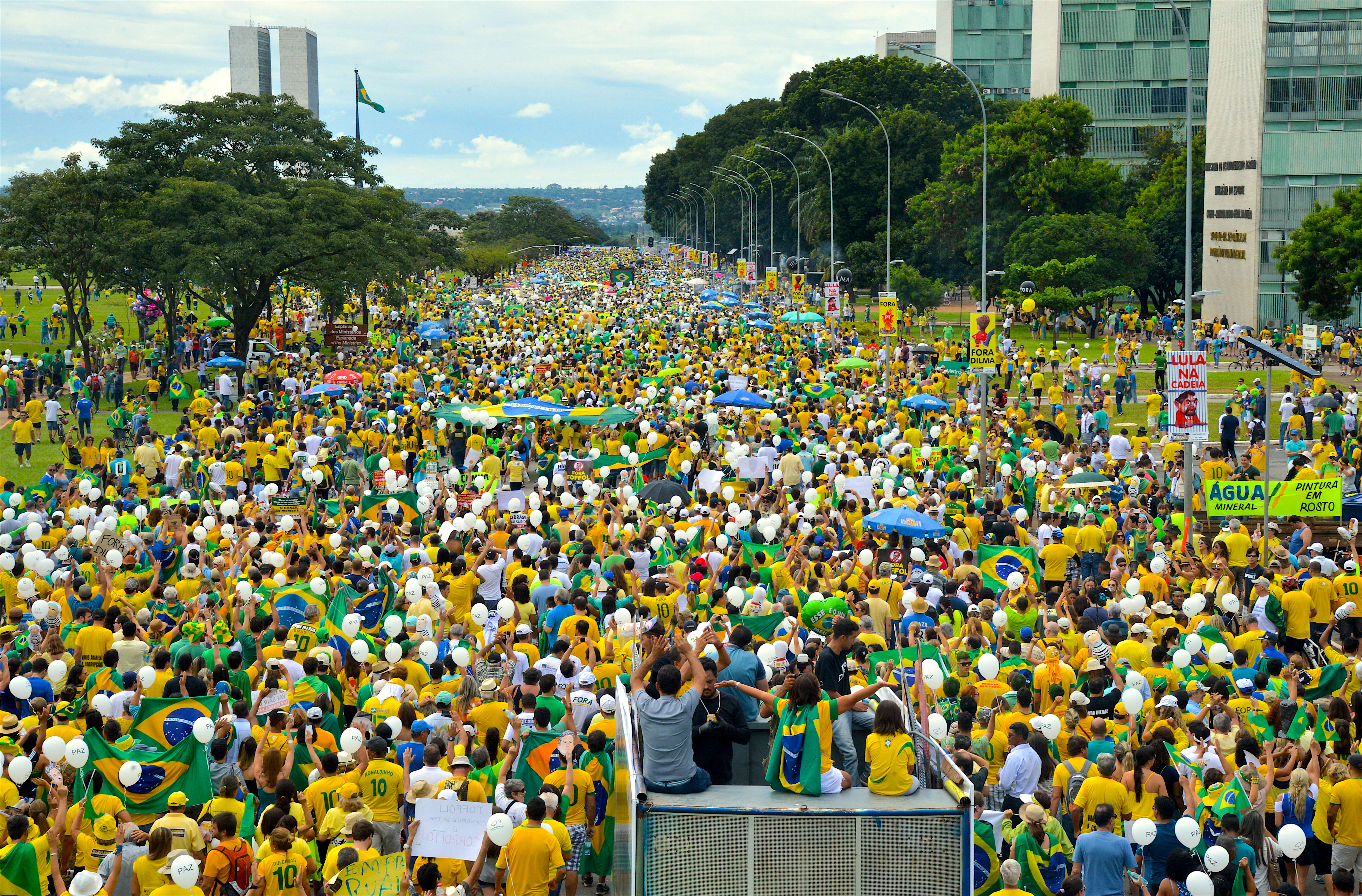
Protest tří milionů Brazilců proti prezidentce Rousseffové 13. března 2016.

Až v roce 2002 se levici podařilo otočit kormidlo a přesvědčit Brazilce, že míra rozdílů mezi bohatými a chudými je neúnosná. V letech 2003 až 2011 byl prezidentem populární Lula da Silva. K jeho politikám patřil například boj proti hladu (program Fome Zero). V jeho linii pokračovala Dilma Rousseffová, první žena v čele brazilské republiky. V roce 2016 se v Riu de Janeiro uskutečnily Letní olympijské hry, první olympijské hry v Jižní Americe. Rousseffová se však z tohoto úspěchu dlouho těšit nemohla. Již v roce 2014 vypukl obří korupční skandál, který je považován za největší v brazilské historii, týkající se manipulování zakázek státní energetické společnosti Petrobras. V srpnu 2016 soud schválil vyšetřovaní bývalého prezidenta Luly da Silvy a Dilmy Rousseffové, která byla záhy sesazena z prezidentské funkce. V dubnu 2017 začalo vyšetřování 71 poslanců a devíti ministrů vlády prezidenta Temera. V červnu 2017 byl z přijímání úplatků obviněn i sám prezident Michel Temer.
Krize tradičních stran vyústila v to, že v říjnu 2018 byl zvolen prezidentem Brazílie pravicový kandidát Jair Bolsonaro, přezdívaný brazilský Trump. Bolsonaro, který je obdivovatelem pro-americké vojenské diktatury z let 1964 až 1985, sliboval voličům především vymýcení rozsáhlé korupce a snížení rekordně vysoké kriminality (jen v roce 2017 bylo v Brazílii zavražděno 63 880 lidí). V roce 2019 dal Bolsonaro zelenou odlesňování amazonského pralesa. V roce 2020 Bolsonaro zvolil strategii zlehčování nebezpečnosti pandemie covidu-19. V srpnu 2020 dosáhl počet úmrtí s nemocí covid-19 115 tisíc a Brazílie se stala s 3,6 miliony nakažených druhou nejpostiženější zemí po Spojených státech amerických. Popularita prezidenta během pandemie přesto vzrostla, patrně díky velkorysé ekonomické podpoře postiženým oblastem. V lednu 2023 se ujal funkce Luiz Inácio Lula da Silva, který těsně porazil stávajícího prezidenta Bolsonara.

## Státní symboly

### Vlajka
Vlajka je tvořena zeleným listem o poměru stran 7:10. Ve středu je umístěno modré kruhové pole podložené žlutým kosočtverečním polem. V modrém poli je umístěno 27 bílých hvězd pěti různých velikostí a pole je protnuto bílou stuhou se zeleným nápisem Ordem e Progresso (řád a pokrok).

### Hymna
Brazilská hymna byla zkomponována v roce 1822, ale svoji funkci plní až od roku 1831. Zpočátku byla hymna beze slov, ale v roce 1909 byla vypsána veřejná soutěž a na oslavu stého výročí nezávislosti byl text v roce 1922 oficiálně přijat.

## Geografie
Brazílie je se svou rozlohou 8 511 965 km² pátou největší zemí světa, 15,6× větší než Francie a 108× větší než Česká republika. Brazílie je rozdělena na čtyři časová pásma. Je to jediná země na světě, jíž prochází rovník i obratník kozoroha. Na severu sousedí s Francouzskou Guyanou, Surinamem, Guyanou, Venezuelou a Kolumbií; na západě s Peru, Bolívií a Paraguayí, na jihu s Argentinou a Uruguayí. Brazilské území zabírá 47,3 % povrchu jihoamerického kontinentu. Jedinými jihoamerickými zeměmi, s nimiž Brazílie nemá společnou hranici, jsou Chile a Ekvádor.

### Povrch

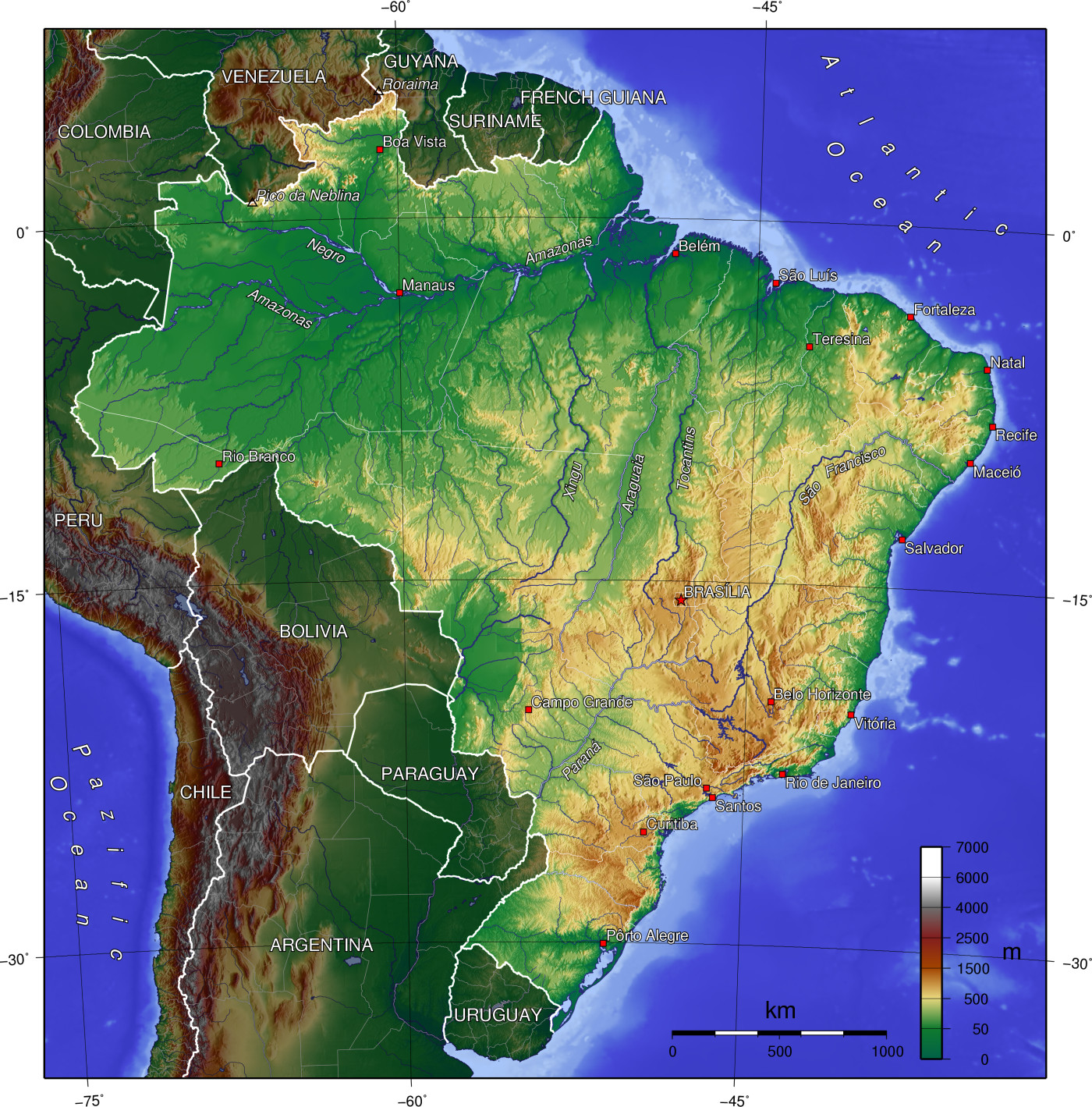
Topografická mapa Brazílie

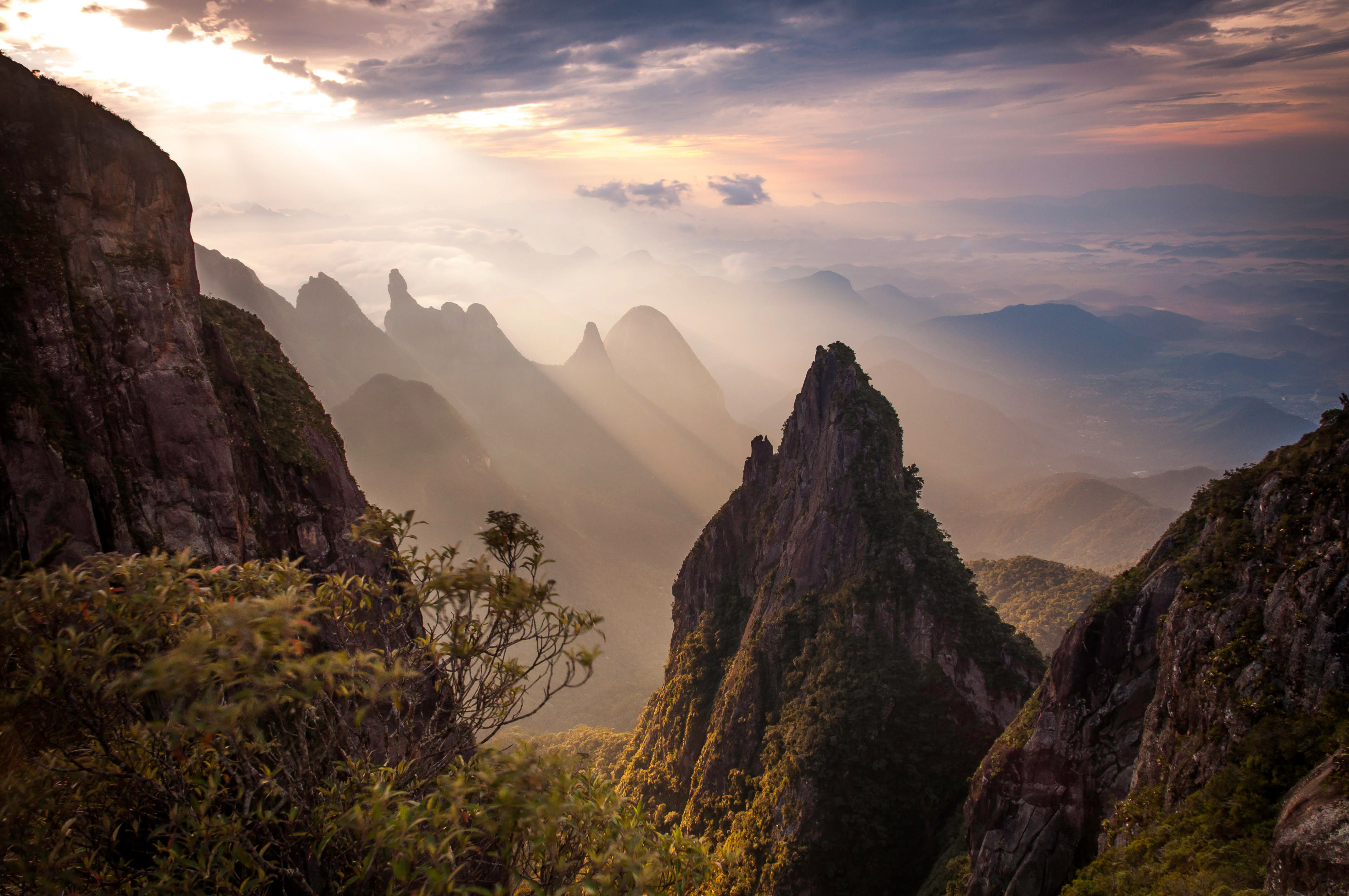
Národní park Serra dos Órgãos

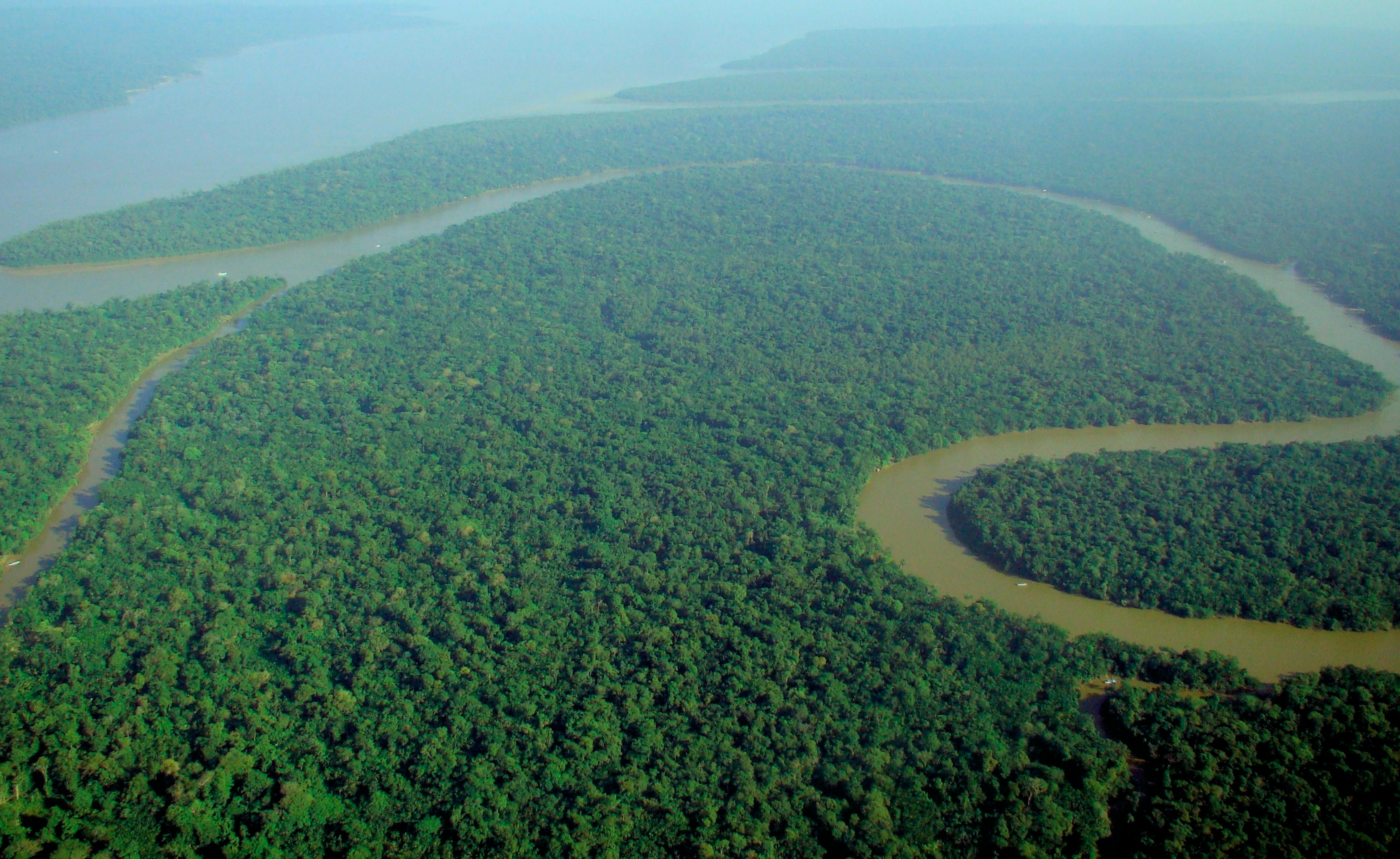
Amazonka a její přítoky

Území Brazílie tvoří tři velké geomorfologické celky. Na severu zasahuje do území malá část Guyanské vysočiny, kde se také nachází nejvyšší hora Brazílie Pico da Neblina, která měří 2994 metrů. Na severu země je Amazonská nížina a na východě a jihovýchodě rozsáhlá Brazilská vysočina. Obě vysočiny jsou vyzdvižené zbytky nejstarší geologické jednotky Jižní Ameriky – Brazilského štítu na moři. K dalším pohořím patří Serra da Mantiqueira a Serra do Mar. Největšími brazilskými souostrovími v Atlantiku jsou Trindade a Martim Vaz, Svatý Petr a Pavel nebo Fernando de Noronha, kde vznikl národní park, a jenž byl v roce 2001, spolu s atolem Rocas, vyhlášen za světové přírodní dědictví UNESCO.

### Vodstvo
Nejdelší řekou země a celého světa je Amazonka s délkou 7062 kilometrů. Jak veletok na území Brazílie sílí, dokazují údaje o šířce jeho koryta. U Iquitosu v Peru je široké 4 km, před Manausem 10 km, po soutoku s Río Negrem již 20 km a před ostrovem Marajó 80 km. Největšími levými přítoky jsou řeky Içá, Japurá a Río Negro, pravými Juruá, Purus, Madeira, Tapajós, Xingu a na jihu ostrova Marajó ústí Tocantins s přítokem Araguaia. V samostatné Amazonce se směrem k břehům snižuje rychlost proudění v hlavním korytě a nanášením materiálu vznikají agradační valy. Jih Brazílie odvodňuje veletok Paraná s největším přítokem Paraguay. V celé oblasti je velké množství kataraktů a vodopádů, z nichž nejznámějšími jsou vodopády Iguaçu a Itaipú. Podél prahů kataraktů pravých přítoků Amazonky vede pralesem od východu k západu silnice zvaná Transamazonica. Existují názory, že Amazonka byla v minulosti, kdy byla Afrika a Jižní Amerika jeden kontinent, součástí toku Konga, důkazem je podmořský kaňon Konga. Amazonka tehdy tekla obráceně a ústila v nynějším Guayaquilském zálivu v Ekvádoru. Název Amazonka je používán pouze pro část toku od soutoku Marañónu a Ucayali po brazilskou hranici a na území Brazílie od Manausu (Encontro das Águas – soutok s Río Negrem) po ústí. Od pramene po soutok má jména Río Carhuasanta, Apurímac, Ene, Tambo, Ucayali, Amazonas a Solimões.
Obrovská přehradní nádrž Represa Sobradinho je na řece São Francisco, která ústí na severovýchodě do Atlantského oceánu. Na jihu při Atlantském pobřeží jsou lagunová jezera Lagoa dos Patos a Lagoa Mirim. Z východní strany je Brazílie omývána Atlantským oceánem a délka pobřeží je 7491 km.

### Biodiverzita

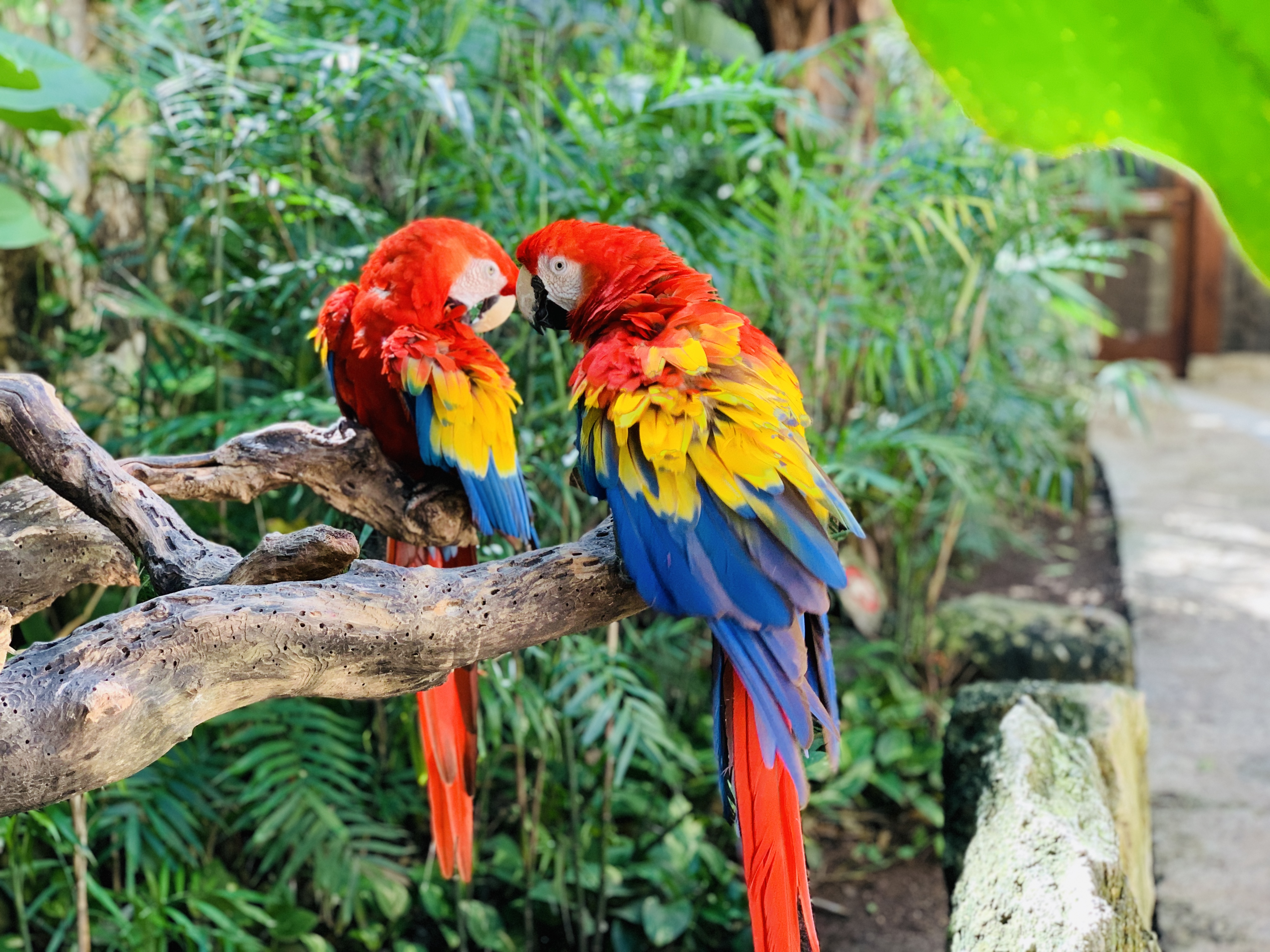
ara arakanga

Brazilské území lze rozdělit do šesti základních biomů – Amazonie, Pantanal, Cerrado, Pampa, Caatinga a Atlantický les. Národní parky v Brazílii (v roce 2015 jich bylo 71) zaujímají necelá 3 % rozlohy státu. Amazonský deštný prales je uznáván jako oblast s největší biologickou rozmanitostí na světě. Na území Brazílie se nachází 60 procent rozlohy tohoto biomu. Mnoho za ním v rozmanitosti flóry a fauny nezaostává ani Atlantický les a oblast Cerrado, jeden z největších komplexů savan a lesů na světě. Jeho velikost je okolo 2 milionů km² a zabírá přibližně 21% plochy Brazílie (zhruba polovina rozlohy Evropské unie). Vědci odhadují, že celkový počet rostlinných a živočišných druhů v Brazílii by se mohl blížit ke čtyřem milionům, většinou bezobratlých. Proslulá je zvláště fauna Amazonie, z větších savců v ní žijí puma americká, jaguár americký, ocelot velký, pes pralesní, mravenečník velký, dále upíři, lenochodi, vačice a pásovcovití. V deštných pralesích se vyskytuje mnoho druhů ploskonosých opic (též zvaných opice nového světa). Prales je rovněž domovem mnoha papoušků (k nejobdivovanějším patří ara arakanga) a jiných ptáků (např. hoacin), plazů (kajman černý, anakonda velká, známé jedovaté žáby z rodu pralesničkovitých, například pralesnička azurová), velkých pavouků sklípkanů či ryb, včetně obávané dravé pirani obecné, pověstmi opředeného delfínovce amazonského zvaného růžový delfín nebo paúhoře elektrického, který je schopen pomocí zvláštních buněk zvaných elektroplaxy vygenerovat elektrický výboj o napětí až 600 voltů. Na jihu Brazílie je fauna bližší Evropě, hojně se vyskytují jelenovití.

### Podnebí
Většina území je pod vlivem tropického, vlhkého a teplého podnebí, které se vyznačuje vysokými teplotami a značnými srážkami. Ty jsou z poloviny přinášeny od Atlantského oceánu a z poloviny se tvoří výparem.
Město Manaus na severu země má vysoké teploty po celý rok. Srážky jsou vydatné, pouze od června do září prší méně než po zbytek roku. Hlavní město Brasília i Rio de Janeiro mají tropické podnebí, ale s výraznějším obdobím sucha než Manaus. Dále na jihu je potom podnebí mírné.
Nejsušší oblastí je severovýchodní vnitrozemí, kde ročně průměrně naprší jen 250 mm. V této oblasti Brazílie jsou častá krutá sucha. Teploty na severovýchodě jsou v průměru 28 °C. V jižních náhorních rovinách 16 °C.
V Brazílii trvá zima od června do srpna, na jihu s teplotami mezi 13–18 °C. Léto je zde od prosince do února, kdy se teplota v Rio de Janeiru dostává často i ke 40 °C a nepadá pod 30 °C. Od Bahie po Maranhão jsou teploty po celý rok kolem 28 °C a je zde také nižší vlhkost než v Rio de Janeiru. Průměrná teplota v Amazonii je 27 °C s vysokou vlhkostí. V Belému se průměrná teplota pohybuje po celý rok v rozmezí 26 °C až 35 °C a se srážkami 2111 mm. V São Paulu je nejteplejším měsícem únor, kdy teplota je okolo 28 °C přes den a 19 °C v noci. Nejchladnějším měsícem je červen a červenec, kdy teplota přes den je 21 °C a 13 °C v noci.

## Politický systém

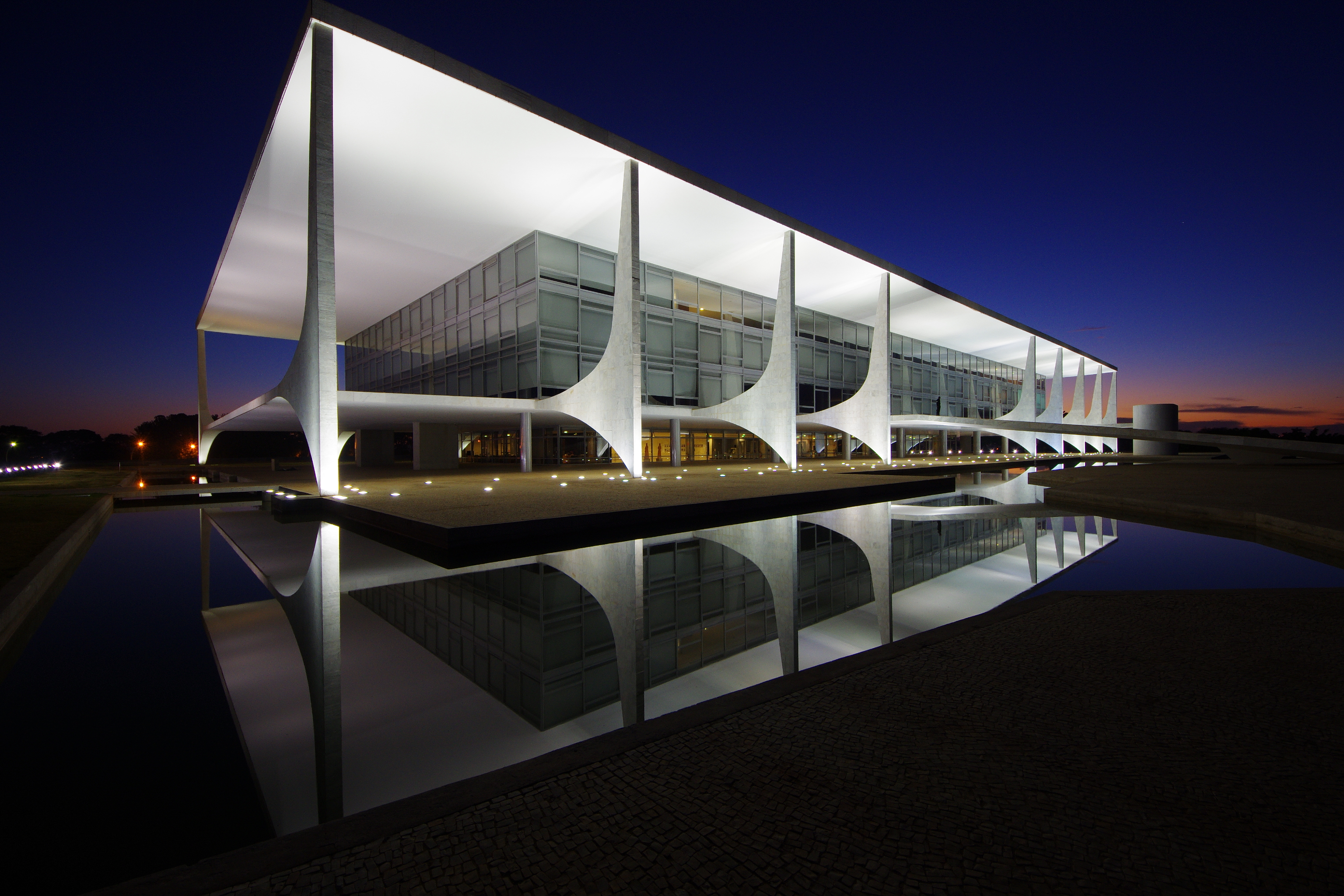
Palácio do Planalto, sídlo brazilského prezidenta

Brazílie je demokratická federativní republika s prezidentským systémem. Prezident je hlavou státu i stojí v čele vlády. Je volen na čtyřleté funkční období s možností jednoho opětovného zvolení na další, bezprostředně navazující, funkční období. Prezident si sám libovolně jmenuje ministry své vlády. V čele jednotlivých států federace stojí demokraticky volený guvernér, v čele okresů prefekt. Hlavním zdrojem práva je dvoukomorový Národní kongres, který se skládá z Poslanecké sněmovny a Federálního senátu. Sněmovna má 513 poslanců, jsou voleni na čtyři roky. Sněmovna je sestavena na základě poměrného zastoupení. Senát má 81 členů volených na osm let. Podobně jako v Česku se vždy volí třetina senátu, takže se horní komora obměňuje postupně, na rozdíl od komory dolní, sněmovny. Senátoři jsou v Brazílii voleni systémem relativní většiny. Zvláštností brazilské volební legislativy je, že hlasování je povinné pro gramotné lidi ve věku od 18 do 70 let a nepovinné pro negramotné osoby od 16 do 18 let nebo po 70. roce věku. Tato ustanovení vznikala během složitého vývoje, v počátcích brazilské demokracie totiž mohli volit pouze lidé gramotní (což na konci 19. století a začátku století dvacátého představovalo zhruba 6 procent obyvatel). Prvním prezidentem byl Deodoro da Fonseca, který v roce 1891 svrhl císaře Pedra II. a následně vyhlásil republiku. On ještě nebyl zvolen lidovým hlasováním, prvním přímo zvoleným prezidentem byl až Prudente de Morais roku 1894. Demokracie (jakkoli jen omezená) skončila převratem v roce 1930 a poté vládl až do roku 1945 diktátor Getúlio Vargas. Po roce 1945 bylo demokratické hlasování obnoveno, ovšem v roce 1964 byla nastolena vojenská diktatura. Ta padla roku 1985, od té doby je prezident znovu volen demokraticky. Od roku 1985 se prezidenty stali zástupci středového hnutí Movimento Democrático Brasileiro (José Sarney, Itamar Franco, Michel Temer), středové Partido da Social Democracia Brasileira (Fernando Henrique Cardoso), liberálně-konzervativní Partido da Reconstrução Nacional, dnes Partido Trabalhista Cristão (Fernando Collor de Mello), levicové Partido dos Trabalhadores (Luiz Inácio Lula da Silva, Dilma Rousseffová) a konzervativní Partido Social Liberal (Jair Bolsonaro). Bývalý prezident Bolsonaro svou stranu roku 2019 opustil a do konce svého mandátu vládl jako nestraník. Od roku 2023 je opět prezidentem levicový politik Luiz Inácio Lula da Silva, který těsně vyhrál v prezidentských volbách v Brazílii v roce 2022.

### Zahraniční vztahy

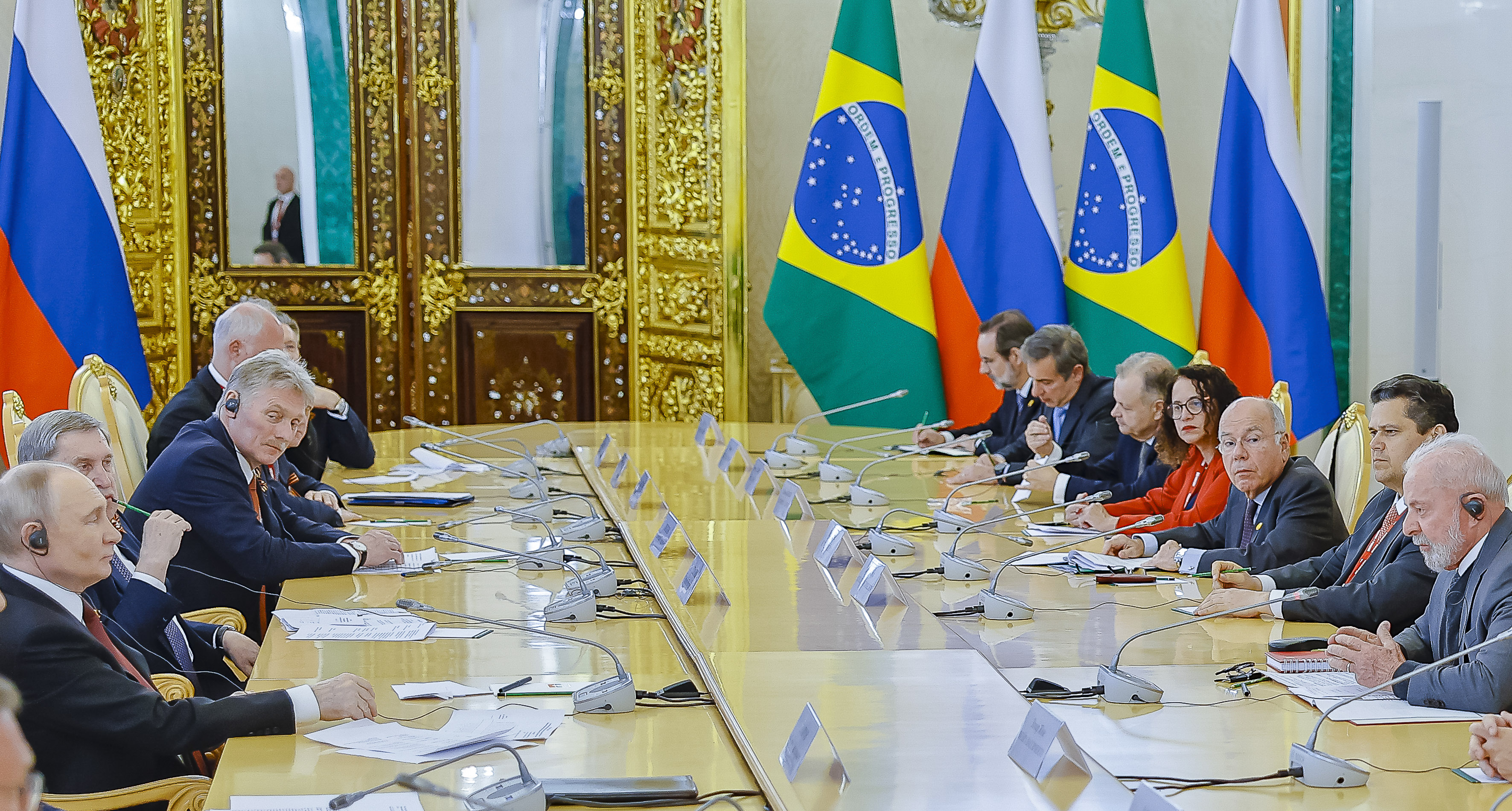
Brazilský prezident Luiz Inácio Lula da Silva a ruský prezident Vladimir Putin během jednání v Moskvě 9. května 2025

Brazílie je regionální velmocí, silně ovlivňující země jižní a latinské Ameriky. Je rovněž lídrem rozvojového světa a potenciální supervelmocí. K rozšiřování svého vlivu Brazílie využívá zejména Organizaci amerických států, Unii jihoamerických národů, zónu volného obchodu Mercosur, sdružení BRICS (Rusko, Čína, Indie, JAR) a Společenství portugalsky mluvících zemí (Comunidade dos Países de Língua Portuguesa), někdy zvané Lusofonie. Jde o sdružení devíti států, ve kterých je úředním nebo jedním z úředních jazyků portugalština. Krom Brazílie a Portugalska jsou členy Angola, Guinea-Bissau, Kapverdy, Mosambik, Svatý Tomáš a Princův ostrov, Východní Timor a Rovníková Guinea. Levicové vlády Luly a Rousseffové položily mimořádný důraz na spolupráci v rámci BRICS, zejména s Ruskem, Indií a Čínou. Prezident Bolsonaro posunul akcent a mnohem více se sblížil se Spojenými státy a Kolumbií, s níž sdílí silně kritický postoj k chávezovskému režimu ve Venezuele, zlepšil také vztahy s Japonskem, Jižní Koreu, Izraelem a Tchaj-wanem. Zaujal silně protičínský postoj a dostal se do sporu s Ruskem kvůli Venezuele, čímž spolupráci v BRICS značně ochladil. Brazílie se vojensky a diplomaticky silně angažuje zvláště ve dvou krizových oblastech – ve Východním Timoru a na Haiti. Je velmi patrné, že brazilské ministerstvo zahraničních věcí uplatňuje značný vliv na zahraniční obchod, který často nesměřuje tam, kam by velela logika čistě obchodní, ale do oblastí brazilského geopolitického zájmu (rozvojové země v Africe apod.). Brazílie dlouhodobě usiluje o trvalé členství v Radě bezpečnosti OSN. Podle brazilské ústavy má prezident plnou pravomoc v oblasti zahraniční politiky, Kongres má úkoly kontrolní.

### Administrativní členění
Brazílie se člení na 26 spolkových států (estados, jednotné číslo estado) a 1 federální distrikt (distrito federal), v němž se nachází brazilské hlavní město Brasília. Těchto 27 celků seskupil Brazilský institut pro geografii a statistiku do 5 regionů: Severního, Severovýchodního, Středozápadního, Jihovýchodního a Jižního.
1. Acre
2. Alagoas
3. Amapá
4. Amazonas
5. Bahia
6. Ceará
7. Espírito Santo
8. Goiás
9. Maranhão
10. Mato Grosso
11. Mato Grosso do Sul
12. Minas Gerais
13. Pará
14. Paraíba
15. Paraná
16. Pernambuco
17. Piauí
18. Rio de Janeiro
19. Rio Grande do Norte
20. Rio Grande do Sul
21. Rondônia
22. Roraima
23. Santa Catarina
24. São Paulo
25. Sergipe
26. Tocantins
27. Distrito Federal

## Ekonomika

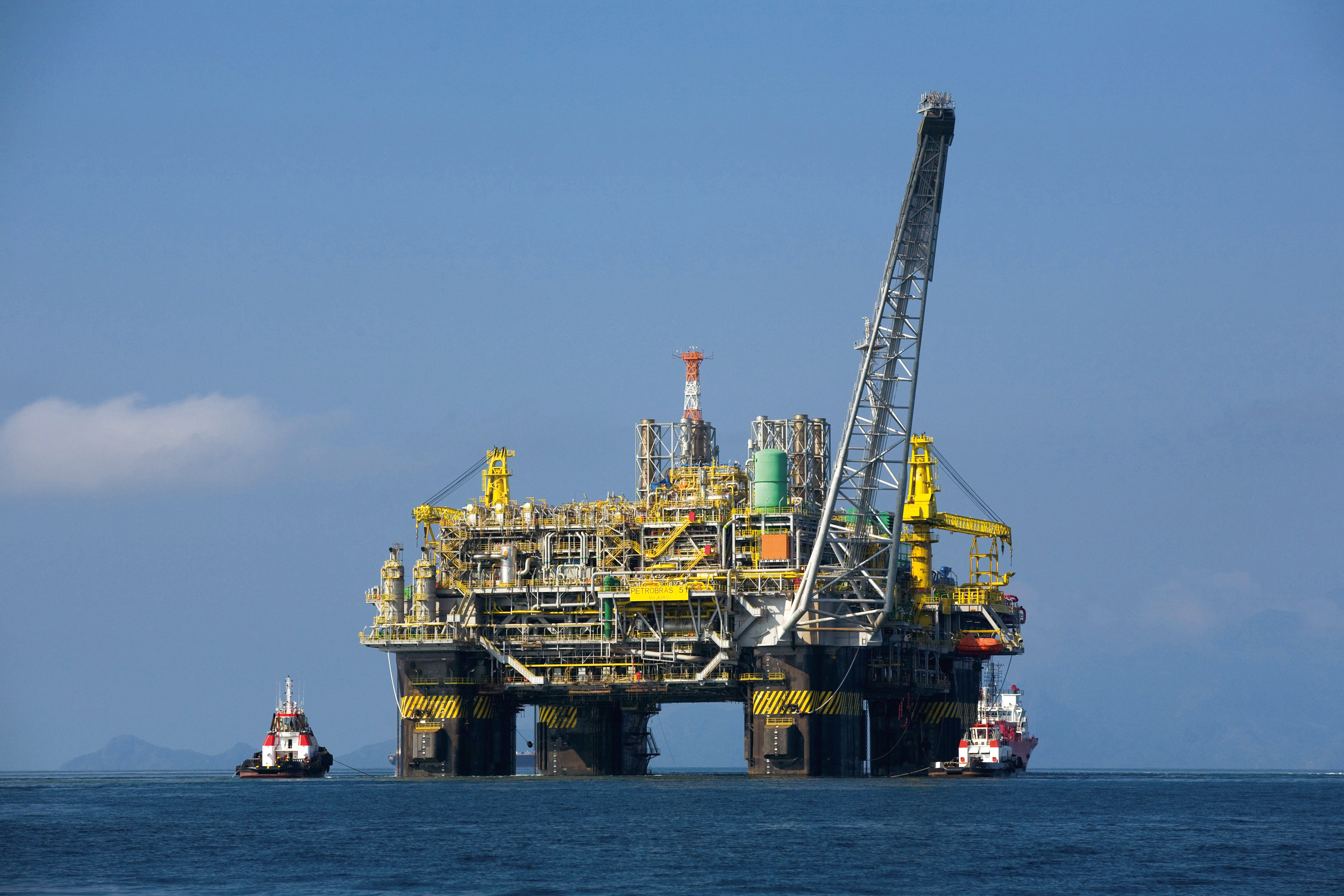
P-51, těžební věž společnosti Petrobras

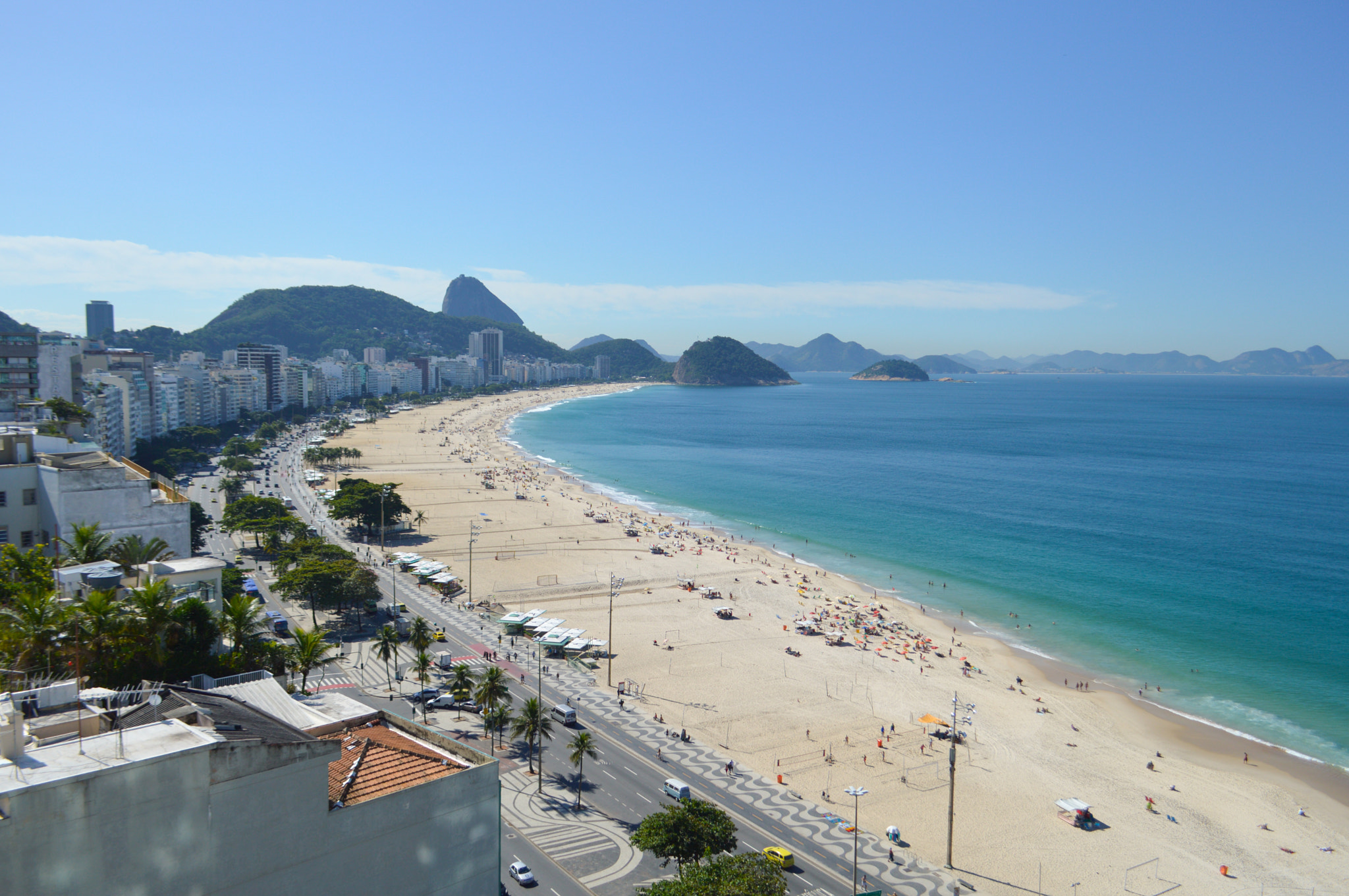
Proslulá pláž Copacabana

Brazílie je největším a nejvýznamnějším státem celého kontinentu. Je osmou největší ekonomikou světa podle kritéria HDP v paritě kupní síly a devátou podle nominálního HDP. Je to průmyslově-zemědělský stát s obrovským nerostným bohatstvím - to bývá označováno za šesté největší na světě.
Brazilská ekonomika patří k nejuzavřenějším ekonomikám v demokratickém světě, tradice protekcionismu je zde velmi živá. Domácí ekonomiku chrání bariéra v podobě vysoké dovozní daně a cel. Prezident Jair Bolsonaro se pokusil ekonomiku více otevřít, ale pandemie covidu-19 v roce 2020 tento proces utlumila. V Brazílii je ovšem osm zón volného obchodu. Nejvýznamnější je Zona Franca de Manaus, která se rozkládá na ploše o rozloze 10 tisíc kilometrů čtverečních. V této zóně působí 500 podniků, které přímo zaměstnávají 90 000 lidí.
Také export je poměrně malý - asi 15 % HDP. Vyváží se hlavně komodity a primární suroviny. Brazilci nejvíce vyváží do Číny, USA, Argentiny a Nizozemska. Podobná je i skladba hlavních dovozců, jen Nizozemsko je nahrazeno Německem. Čínský vliv v brazilské ekonomice je zcela dominantní, vývoz do Číny tvoří téměř třetinu celého exportu - což se dá připodobnit vztahu české ekonomiky k německé. Číňané potřebují z Brazílie zejména suroviny (ropa, železná ruda, celulóza). Evropané mají zájem zejména o zemědělské produkty. Číňané ovšem do brazilské ekonomiky málo přímo investují - nejvyšší podíl přímých investic připadá na Nizozemsko (19,9 %) a USA (16 %).
Státní rozpočet musí být v Brazílii ze zákona schválen vždy jako vyrovnaný. V praxi ale bývá konečné vyúčtování jiné. Před koronavirovou krizí v roce 2020 byl veřejný dluh Brazílie 76,8 % HDP. Protože koronavirová krize postihla Brazílii velmi silně, očekává se nárůst tohoto zadlužení někam ke 100 procentům HDP. Brazilská centrální banka není nezávislá - musí plnit zadání Výboru pro monetární politiku, jemuž předsedá ministr financí. Zvláštností brazilské ekonomiky je, že stát vlastní řadu komerčních bank, stejně jako jednotlivé federální státy. Celková daňová kvóta v Brazílii byla v roce 2018 vyčíslena na 32 % HDP, což je méně než v Česku (36,3 procenta) a Evropské unii (průměr 39,6 procenta). Dalším specifikem brazilské ekonomiky je relativní nestálost měny, mezi roky 1942 až 1994 se v Brazílii vystřídalo 7 různých měn, od roku 1994 je měnou brazilský real. Zajímavostí je, že na bankovkách nejsou vyobrazeny národní osobnosti, jak bývá obvyklé, ale na všech je stejná tvář zvaná efígie da República, symbol republiky a brazilské státnosti. Rubové strany bankovek nesou vyobrazení původních jihoamerických zvířat.
Brazilská ekonomika je v problémech od roku 2015, kdy po letech růstu klesla o 3,8 procenta a další rok o dalších 3,6 %, což značilo nejhlubší recesi od roku 1948. Od té doby se vrátila k růstu, ale jen velmi mírnému. Tuto stagnaci se zatím nepodařilo zvrátit.

### Průmysl

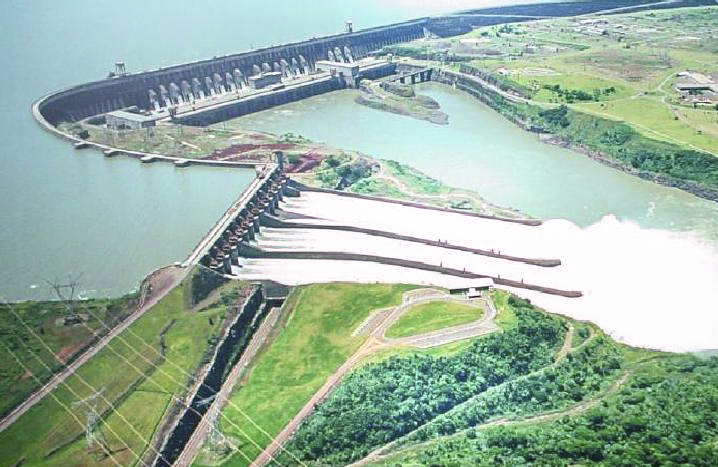
Vodní elektrárna Itaipú

Z rozsáhlých ložisek nerostných surovin se těží železná ruda, mangan, bauxit, nikl, chróm, wolfram, cín, uhlí, ropa, zemní plyn, zlato, niob, zirkon, diamanty, drahokamy, měď, zinek, fosfáty, grafit, magnezit, sůl a kaolin. Mezi nejdůležitější průmyslová odvětví patří strojírenství (výroba osobních a nákladních automobilů), hutnictví (výroba surového železa, oceli, barevných kovů), petrochemie (rafinerie ropy), chemie (výroba hnojiv, kyselin a plastických hmot), potravinářský, textilní, gumárenský, obuvnický, papírenský a dřevozpracující průmysl. Na výrobě elektrické energie se významnou měrou podílejí vodní elektrárny. Vodní elektrárna Itaipú je nejvýkonnější vodní elektrárnou na světě. Leží na řece Paraná, na hranicích Brazílie a Paraguaye. Výstavba byla zahájena v roce 1975, jako společný projekt obou států. Stavba byla dokončena v roce 1982, napuštění přehradní nádrže trvalo 14 dní. Její hráz je 7,76 km dlouhá a 196 metrů vysoká. Z obnovitelných zdrojů získává Brazílie celkem 75% své spotřeby energie. Vodní elektrárny mezi nimi hrají zásadní roli, k dalším významným patří elektrárna Belo Monte, jejíž stavba začala v roce 2015, a která je objemem výkopových prací srovnatelná s Panamským průplavem, nebo elektrárna Tucuruí.

### Zemědělství
Zhruba 57 % území Brazílie zaujímají lesy, dále louky a pastviny (22 %) a orná půda (více než 7 %). Zemědělská produkce patří k největším na světě, převládá monokulturní velkovýrobní plantážnictví. Nejdůležitějšími pěstovanými plodinami jsou káva, sisal a pomeranče, ve sklizni těchto plodin zaujímá země 1. místo na světě, rovněž cukrová třtina, maniok, banány, kakao, fazole, sója a oříšky kešu. Dále se sklízí kukuřice, pšenice, rýže, krmné obilí, brambory, batáty, bavlna, palmová jádra, kokosové ořechy, zelenina, podzemnice olejná, réva vinná, ananasy, citróny, mango, papája a tabák. Živočišná výroba je zaměřena především na chov skotu, prasat, ovcí, koní, koz a drůbeže. Významný je rybolov.

### Doprava

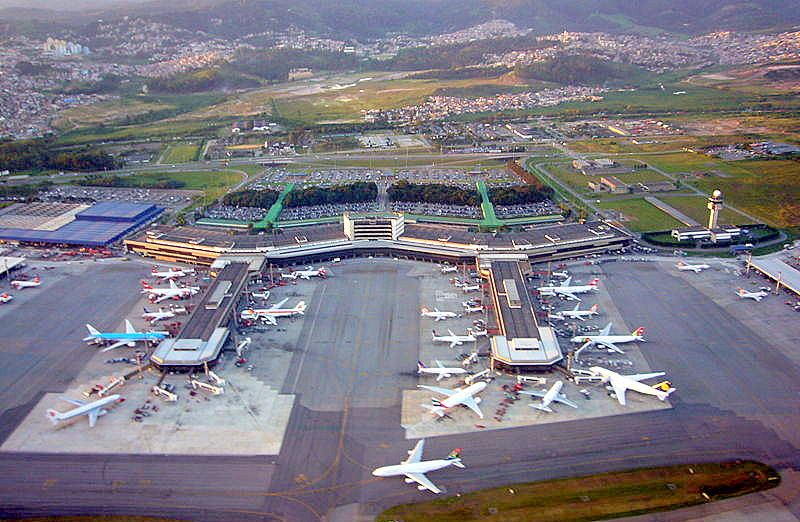
Mezinárodní letiště São Paulo-Guarulhos

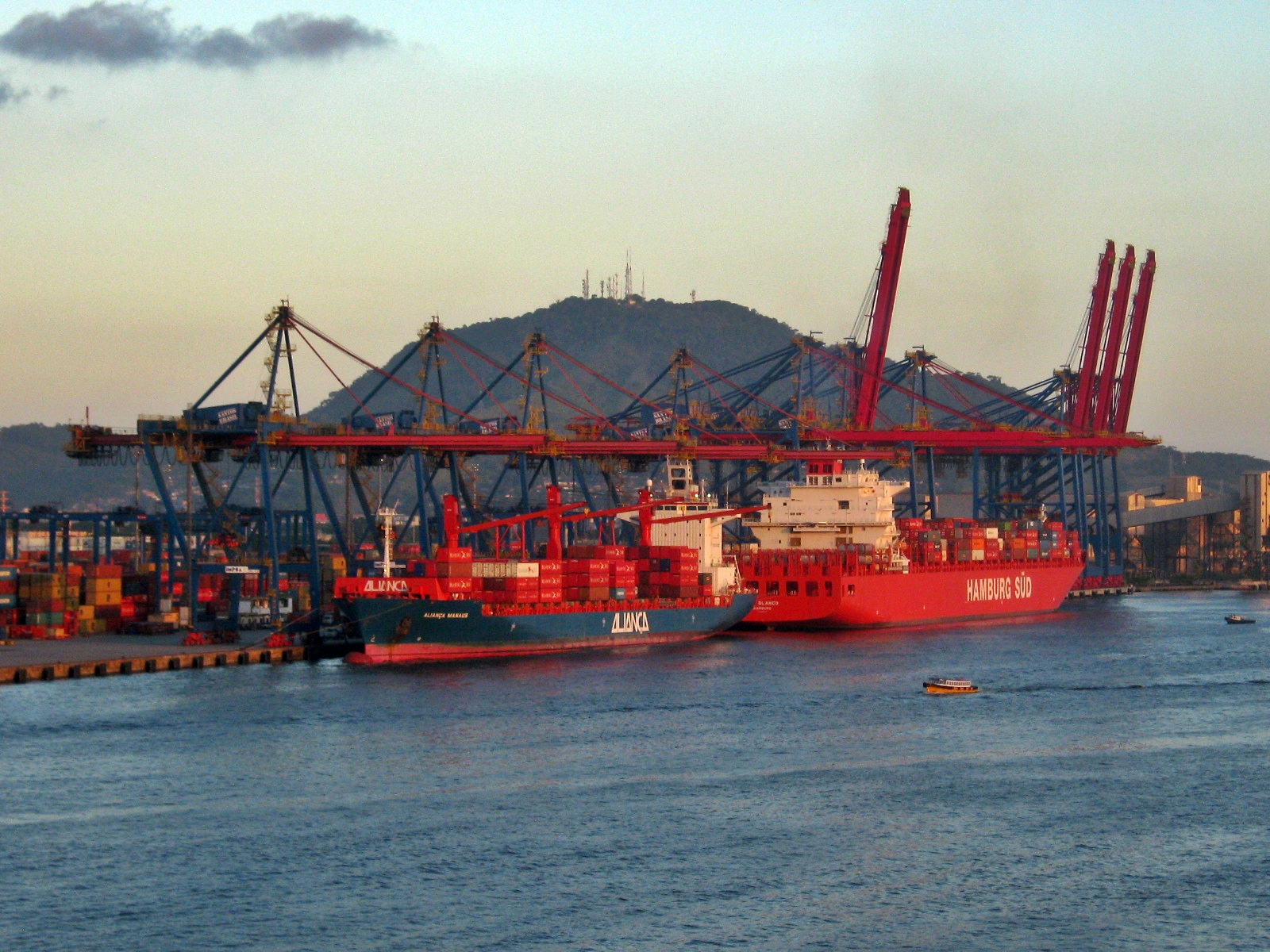
Přístav Santos

K roku 2002 měla Brazílie 1,98 milionu kilometrů silnic. V roce 1967 to přitom bylo jen 35 496 km. Asi 14 000 kilometrů z těchto silnic jsou dálnice, z toho 5 000 km jich je ve státě São Paulo, který má silniční systém zdaleka nejrozvinutější. Dálniční systém dobře propojuje úplný jih země (Rio Grande) s centry jako je Brasílie nebo Rio de Janeiro ve středu země, spojení na sever je horší. Velký důraz na stavbu dálnic kladl proslulý modernizátor, prezident Juscelino Kubitschek, který také pozval do země velké výrobce automobilů (Volkswagen, Ford, General Motors). Časem přibyly továrny dalších firem jako Fiat, Iveco, Renault, Peugeot, Citroën, Honda, Mitsubishi, Mercedes-Benz, BMW, Hyundai, Toyota a další, takže Brazílie je sedmou nejdůležitější zemí světového automobilového průmyslu.
Brazilský železniční systém upadá od roku 1945, kdy se důraz přesunul na stavbu dálnic. Celková délka železniční tratě v roce 2002 byla 30 875 km. V roce 1970 to bylo o něco málo více, 31 848 km, z čehož je vidět, že vlády na rozvoj železnice nesázejí. To se mění až v posledních letech s plány na vybudování vysokorychlostní železnice. První vysokorychlostní trať by měla vzniknout mezi Rio de Janeirem a São Paulem. Většina železničního systému patřila v minulosti státní společnosti RFFSA, která byla v roce 2007 privatizována. První brazilský systém podzemní městské dráhy, takzvaného metra, vznikl v São Paulu. Časem se přidala další města: Rio de Janeiro, Porto Alegre, Recife, Belo Horizonte, Brasília, Teresina a Fortaleza.
V Brazílii existuje asi 2 500 letišť, včetně přistávacích polí: po USA je to druhý největší počet na světě. Největším a nejrušnějším letištěm je Mezinárodní letiště São Paulo-Guarulhos s téměř 20 miliony cestujících ročně. Jde o druhé největší letiště na jižní polokouli (větší už je jen Letiště Sydney) a druhé nejvytíženější v Latinské Americe (po Mezinárodním letišti Beníta Juáreze v Ciudad de México).
Pro nákladní dopravu jsou důležité vodní cesty, např. do průmyslové zóny Manaus se lze dostat pouze pomocí vodní cesty Solimões – Amazonas (3 250 kilometrů s minimální hloubkou 6 metrů). Z 36 přístavů je nejdůležitější kontejnerový přístav Santos, který je nejvytíženějším přístavem v Latinské Americe. Bolívie a Paraguay ho mohou podle vládních dohod užívat zdarma. Dalšími významnými přístavy jsou Itajaí, Rio Grande, Paranaguá, Rio de Janeiro, Sepetiba, Vitória, Suape, Manaus a São Francisco do Sul.

### Cestovní ruch
Zemi ročně navštíví na 4 až 5 milionů návštěvníků. Rio de Janeiro láká turisty světoznámým karnevalem a pláží Copacabana. Dále je známé obrovskou sochou Krista Spasitele.

## Obyvatelstvo
Podle údajů Brazilského institutu pro geografii a statistiku (IBGE) je odhadovaný celkový počet obyvatel k 19. červnu 2022 12:00:00 hodin UTC celkem 214 745 964 osob, přičemž tento počet se zvyšuje o jednu osobu každých 21 sekund. 
Při posledním sčítaní lidu, které proběhlo v roce 2010, žilo v Brazílii 190 755 799 obyvatel (hustota osídlení 22,43 obyvatelé na kilometr čtvereční) s poměrem mužů a žen 0,96:1 a 84,36 % městského obyvatelstva. Populace byla koncentrována především v jihovýchodním regionu (80,3 milionů), severovýchodním regionu (53,1 miliony) a jižním regionu (27,4 milionů). Naopak dva nejrozsáhlejší regiony, středozápadní a severní, které dohromady tvoří 64,12% z brazilského území, byly osídleny pouze asi 30 miliony obyvatel.
První sčítání lidu bylo v Brazílii provedeno v roce 1872 a zaznamenalo 9 930 478 obyvatel. Mezi lety 1880 až 1930 přesídlilo do Brazílie kolem 4 milionů Evropanů. Mezi lety 1940 až 1970 došlo k významnému nárůstu počtu obyvatel zejména vlivem snížení úmrtnosti, a to i přesto, že v tomto období současně došlo ke poklesu porodnosti. Ve 40. letech 20. století činil roční přírůstek obyvatelstva 2,4 %, v roce 1950 se zvýšil na 3 % a v roce 1960 zůstal na 2,9 %, přičemž průměrná délka života se zvýšila ze 44 na 54 let a v roce 2016 na 75,8 let. Od roku 1960 se tempo přírůstku obyvatelstva snižuje z 3,04 % ročně v letech 1950-1960 na 1,05 % v roce 2008 a očekává se, že v roce 2050 klesne na zápornou hodnotu -0,29 %, čímž se dokončí demografický přechod.

### Etnografie
Rasy a etnicita v Brazílii (2010)
Při sčítání lidu v roce 2010 se:
- 47,1 % respondentů (asi 90,6 mil. osob) označilo za bělochy,
- 43,42 % respondentů (asi 82,8 mil. osob) označilo za míšence (pardos),
- 7,52 % respondentů (asi 14,4 mil. osob) označilo za černochy,
- 1,1 % respondentů (asi 2,1 mil osob) označilo za Asiaty,
- 0,43 % respondentů (asi 821 000 osob) označilo za původní obyvatele (indígena),

a 0,02 % respondentů (asi 36 100 osob) svoji rasu neuvedlo.
V roce 2007 Národní indiánská nadace (FUNAI) informovala o existenci 67 izolovaných domorodých kmenů v odlehlých oblastech Brazílie, z nichž většina se nachází v amazonském deštném pralese. V Brazílii žije údajně nejvíce izolovaných národů na světě.
Většina Brazilců jsou potomci původních obyvatel země, portugalských osadníků, evropských přistěhovalců a afrických otroků. Od příchodu Portugalců v roce 1500 došlo ke značnému promísení mezi těmito skupinami. Etnická skupina míšenců označovaná jako pardos je široká kategorie, kterou lze dále rozdělovat na caboclos (potomky bělochů a původních obyvatel), mulatos (potomky bělochů a černochů) a cafuzos (potomky černochů a původních obyvatel).
Míšenci tvoří většinu obyvatelstva severního, severovýchodního a středozápadního regionu. Populace míšenců je obecně soustředěna na východním pobřeží severovýchodního regionu – státy Bahia, Sergipe, Alagoas, Pernambuco a Paraíba – a také na severu státu Maranhão, na jihu státu Minas Gerais a východě státu Rio de Janeiro.
V 19. století otevřela Brazílie své hranice přistěhovalectví. V letech 1808–1972 se do Brazílie přistěhovalo přibližně pět milionů lidí z více než 60 zemí, většina z nich z Portugalska, Itálie, Španělska, Německa, Japonska a Blízkého východu. Němci, Japonci a Italové se usazovali zejména v jižních státech jako Rio Grande do Sul nebo São Paulo.

### Jazyk

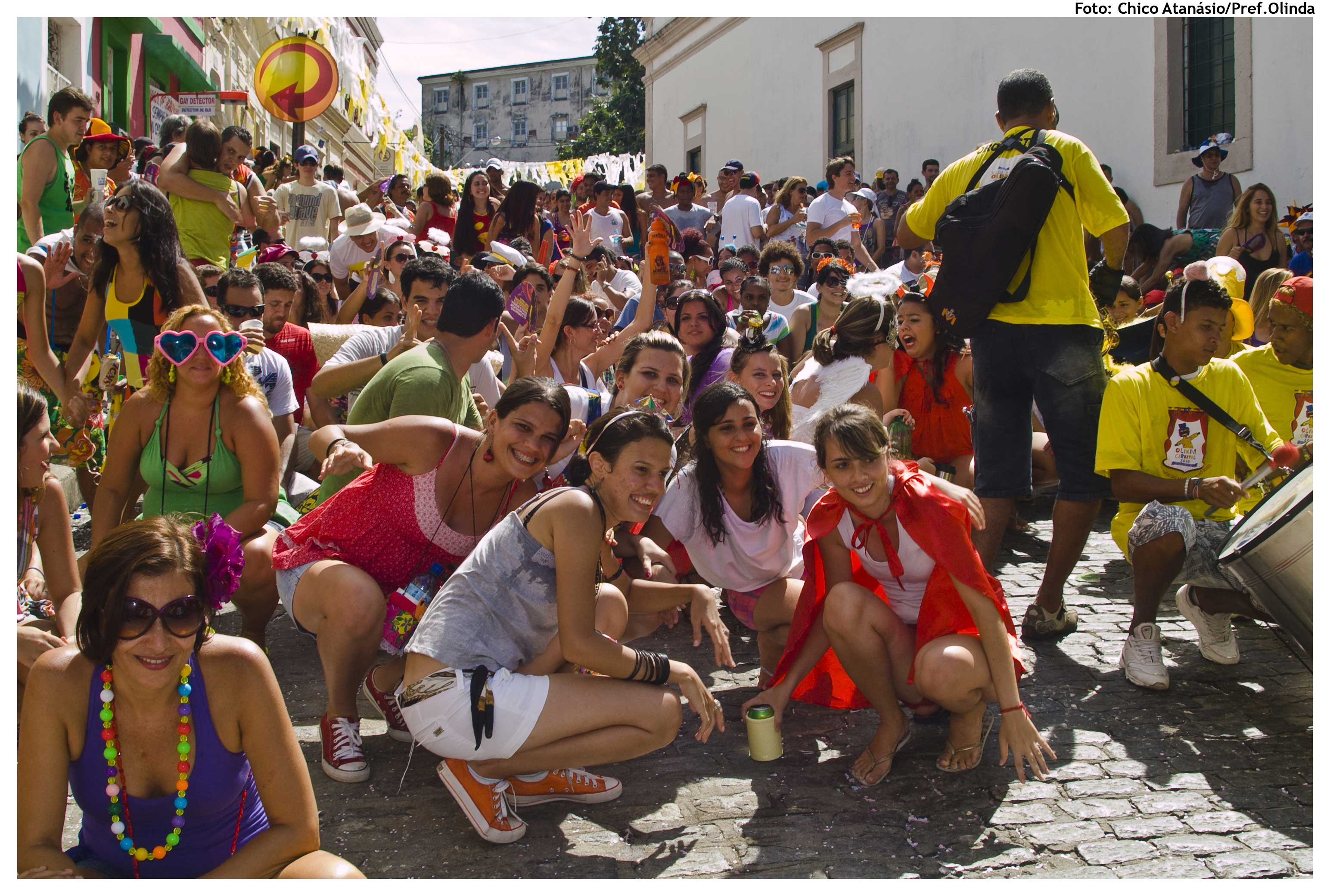
Brazilci na karnevalu ve městě Olinda

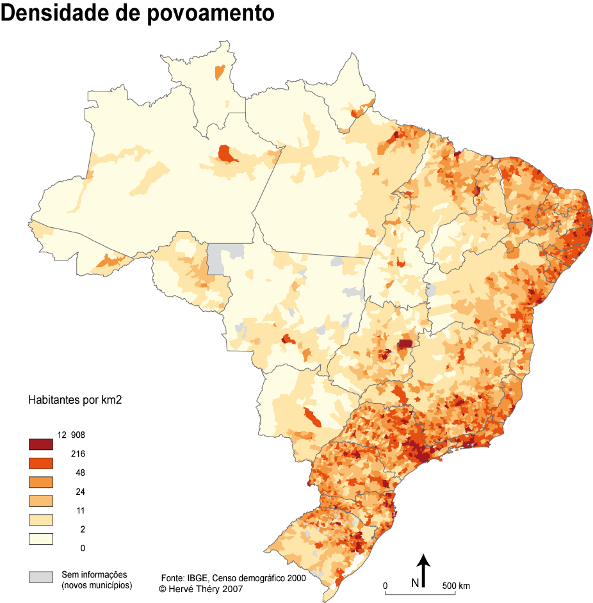
Hustota osídlení v Brazílii

Oficiálním jazykem v Brazílii je portugalština, kterou mluví skoro celá populace a je prakticky jediným jazykem používaným v médiích a v obchodním prostředí.
Kromě portugalštiny se rovněž v některých částech země mluví menšinovými jazyky. Přes 180 indiánských jazyků je používáno v odlehlých oblastech (zbytky Indiánů tvoří malou minoritu) a několik dalších jazyků je možné slyšet od původních obyvatel a přistěhovalců, kteří ještě mluví vlastními jazyky.
Brazilská portugalština je velmi podobná evropské portugalštině z 16. a 17. století s vlivy indiánských a afrických jazyků. V důsledku toho je současný jazyk poněkud odlišný od portugalštiny v Portugalsku a dalších portugalsky mluvících zemí. Tyto rozdíly jsou srovnatelné s rozdílem mezi americkou a britskou angličtinou. V Brazílii jsou mírné regionální rozdíly v přízvuku, slovní zásobě a časování sloves. Přesto díky jednotným médiím a sdělovacím prostředkům mají změny tendenci se snižovat. Co se týče podobnosti se španělštinou, tak v mnoha aspektech jsou si jazyky velmi podobné, ve výslovnosti se však značně liší. Zajímavostí je, že Brazilci spíše porozumí španělsky mluvícím lidem, než je tomu naopak.
Brazílie je jediným portugalsky mluvícím národem jihoamerického kontinentu a právě jazyk patří mezi nejsilnější prvky národní identity odlišující zemi od španělsky mluvících sousedů.

### Náboženství
Náboženství v Brazílii (2010)

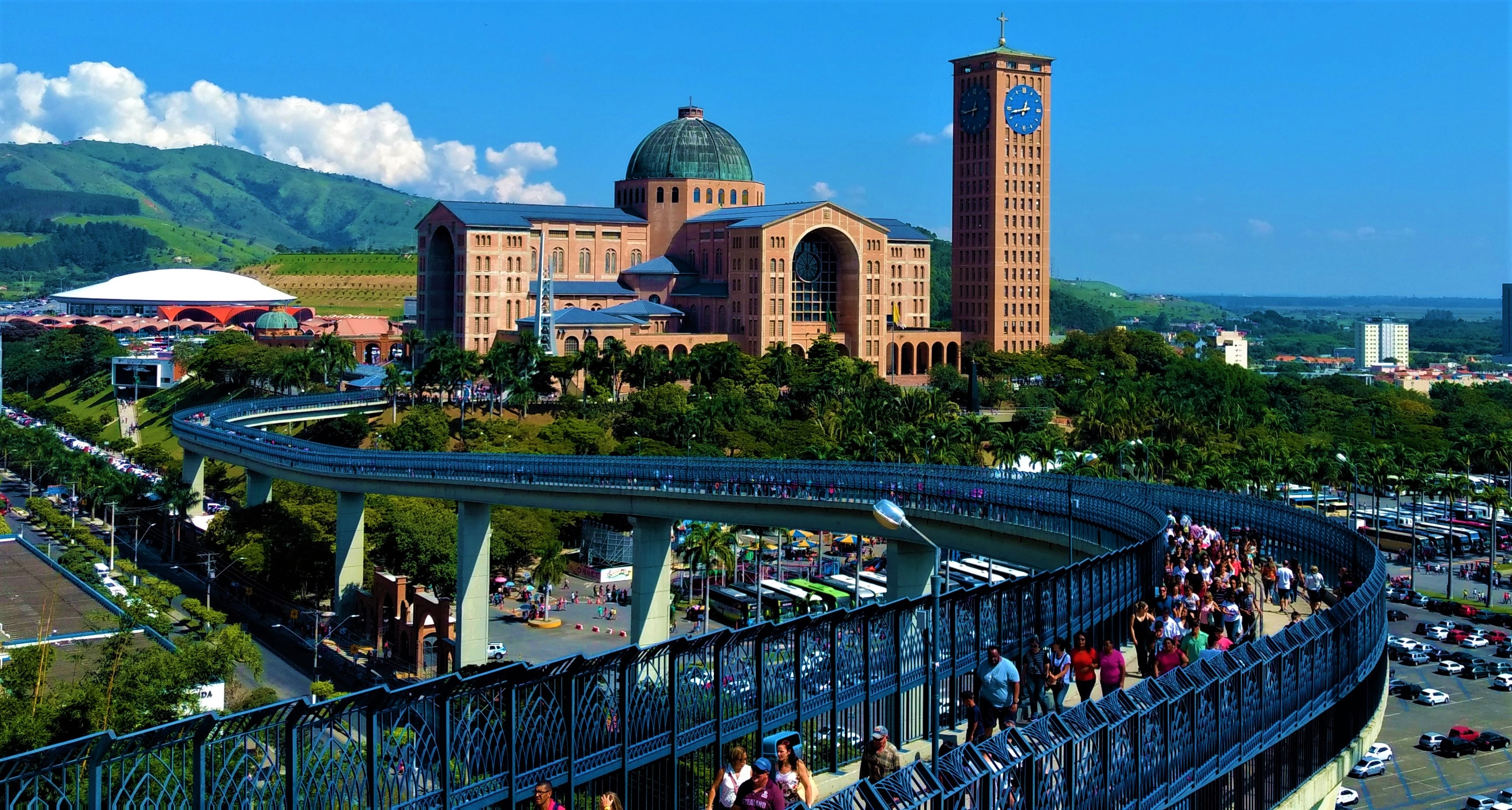
Bazilika Národní svatyně Panny Marie z Aparecidy je druhý největší katolický chrám na světě

Dominantní postavení v brazilské společnosti historicky měla a má římskokatolická církev. V posledních desetiletích se však oslabuje v souvislosti s růstem protestantských, zejména pentekostálních církví. Nepatrně přibývá i počet lidí bez vyznání. Zatímco v roce 1970 se tak za římské katolíky považovalo 90 % populace, v roce 2010 to bylo již méně než 65 %. K protestantským církvím se v roce 2000 hlásilo přes 15 % populace, ale roku 2010 to bylo již více než 22 % (nejvíce evangelikální a letniční/pentekostální směry, dále baptisté, adventisté a luteráni. Přes 5 % obyv. se hlásilo k jiným vírám a jen asi 8 % bylo bez vyznání. Epicentry ateismu jsou města Boa Vista, Salvador a Porto Velho. Nejvíce katolickými městy jsou naopak Teresina, Fortaleza a Florianópolis. Dvě procenta populace se v průzkumu z roku 2010 přihlásilo ke kardecovskému spiritismu jako své hlavní víře. Role spiritismu je však ve společnosti ještě větší, často funguje v symbióze s křesťanskou vírou.
V říjnu 2009 schválil brazilský senát a v únoru 2010 brazilský prezident smlouvu s Vatikánem, která ukotvila právní statut brazilské katolické církve. Dohoda potvrdila pravidla, která se neformálně dodržovala už léta, tedy možnost náboženské výchovy na veřejných základních školách, roli církve při zakládání manželství apod. Přesto se smlouva stala předmětem kritiky řady poslanců, kteří ji označili za konec sekulárního státu.

### Literatura

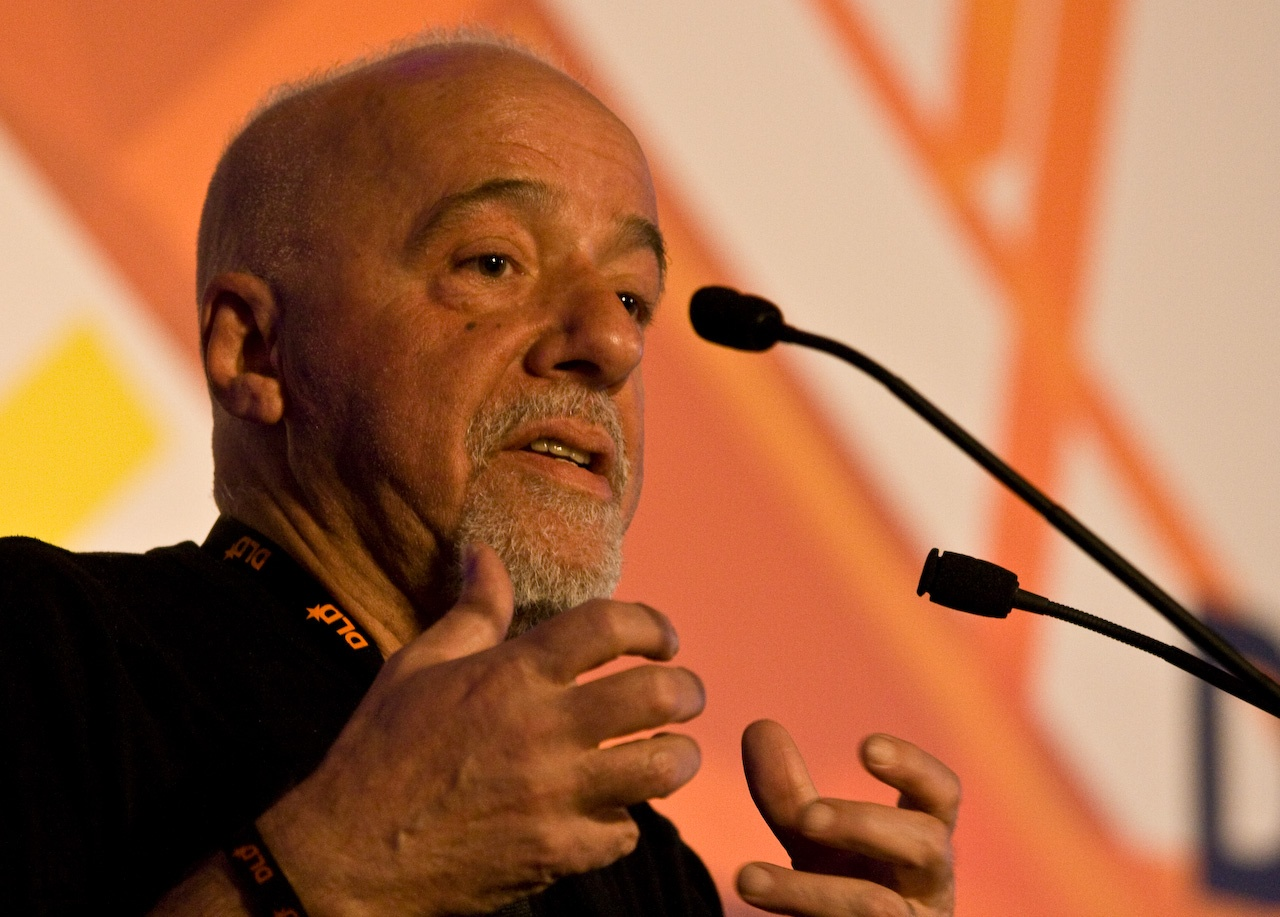
Paulo Coelho

## Kultura

### Výtvarné umění

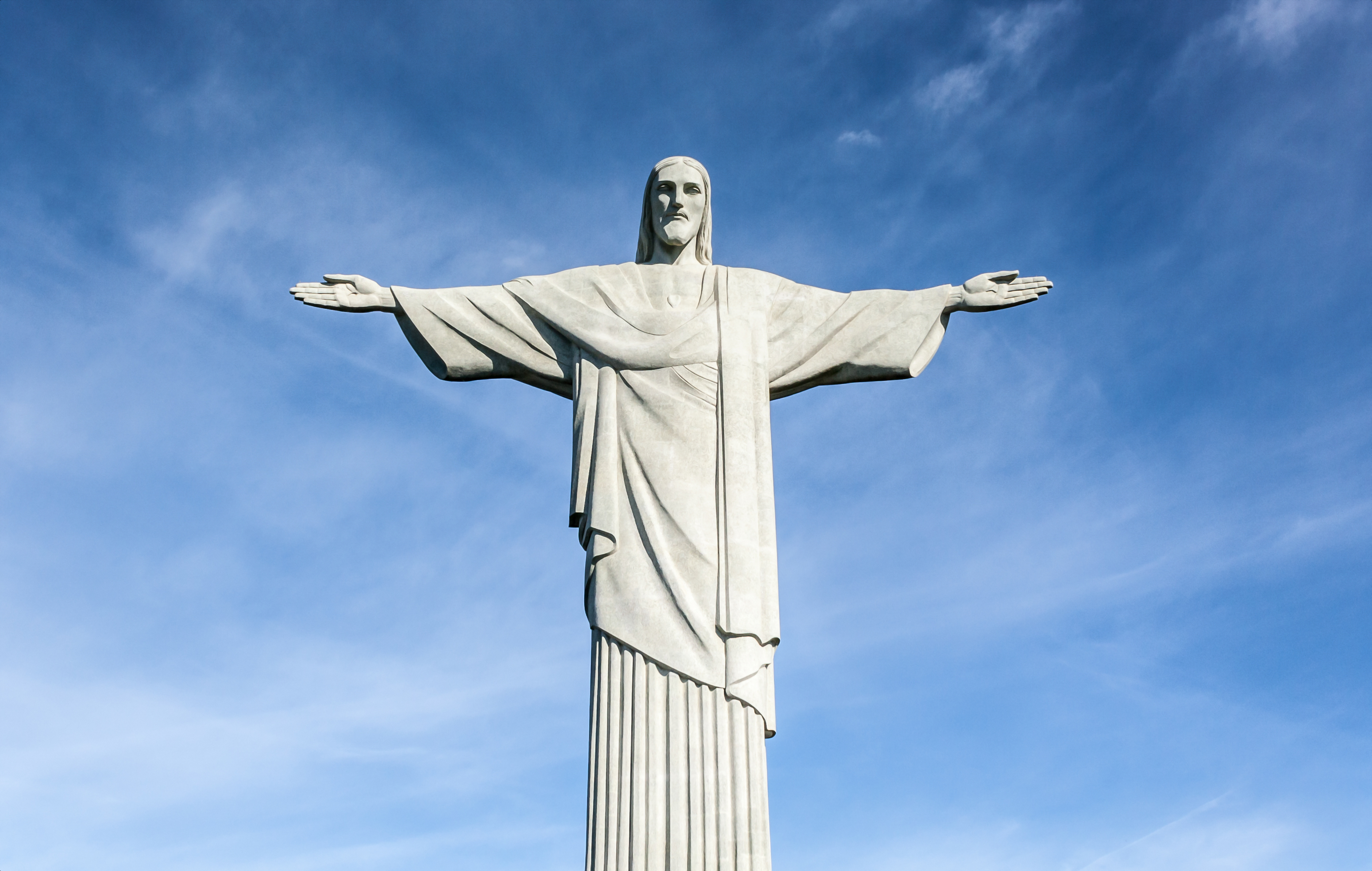
Socha Krista Spasitele v Riu

Klíčovou postavou brazilského malířství byl Pedro Américo, jenž roku 1888 namaloval jeden z nejznámějších brazilských obrazů: Nezávislost nebo Smrt!, zobrazující okamžik, kdy kníže Petr prohlásil, že země je nezávislá na Portugalsku. Tento obraz znají všichni brazilští školáci z titulu učebnice dějepisu pro základní školu. Candido Portinari byl představitelem malířského neorealismu. K jeho nejznámějším dílům patří obraz Guerra e Paz, který byl věnován v roce 1956 sídlu Organizace spojených národů. K významným představitelům humanistické fotografie patří Sebastião Salgado. Sochařskou prací na mnoha barokních kostelech v 18. století proslul Aleijadinho. Nejslavnější brazilskou sochou je Socha Krista Spasitele v Rio de Janeiru, na hoře Corcovado. Je dílem francouzského sochaře polského původu Maximiliena Paula Landowského a rumunského sochaře Gheorgheho Leonidy. Slavnostně odhalená byla 12. října 1931 jako památník brazilské nezávislosti. Socha měří 30 metrů a stojí na podstavci, který je vysoký 8 metrů. Nejvýznamnějšími galeriemi a institucemi věnujícími se sběru umění jsou Muzeum umění v São Paulu, které disponuje vzácnými obrazy z dílny Raffaela Santiho, Pabla Picassa, Pierra-Augusta Renoira, Vincenta van Gogha, Édouarda Maneta či Diego Velazqueze. Na novější umění se specializuje Muzeum moderního umění São Paulo, které má ve sbírkách práce Joana Miró nebo Marca Chagalla.

### Architektura

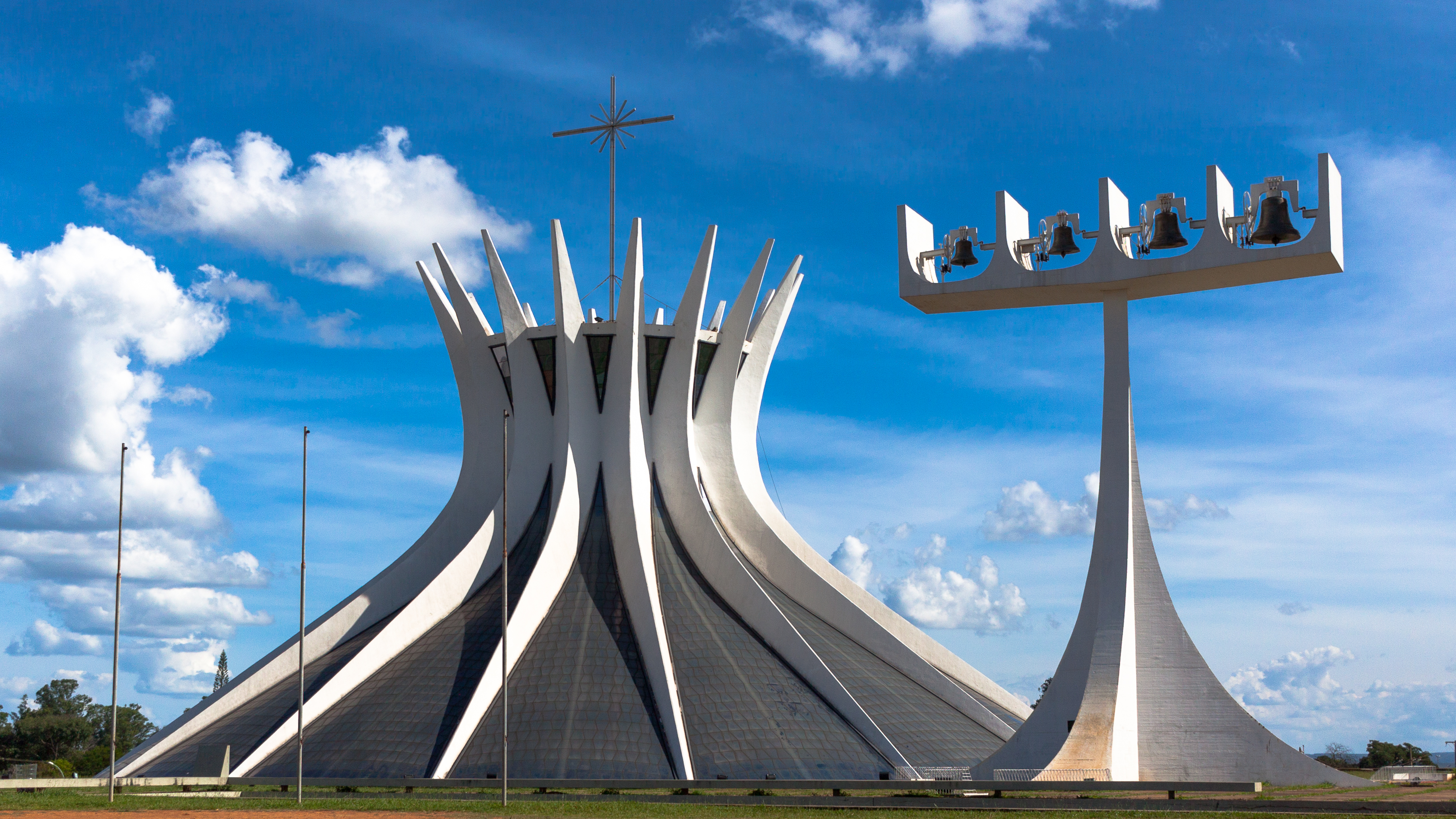
Katedrála v Brasílii

K nejslavnějším architektům 20. století patří Oscar Niemeyer. Jeho spolupracovník Lúcio Costa spolu s ním vytvořil koncept brazilského hlavního města Brasília. Architekt Paulo Mendes da Rocha je nositelem prestižní Pritzkerovy ceny. Niemeyer a Mendes da Rocha byly představiteli dvou architektonických škol, které spolu polemizovaly a soupeřily. Mendesova škola měla zázemí v Sao Paulu, proto byla zvána Escola Paulista. Niemeyerova škola byla z Ria, proto se hovoří o Escola Carioca. Escola Paulista, zjednodušeně řečeno, měla blízko k brutalismu, zatímco Niemeyer byl klasickým modernistou.
Na seznam Světového dědictví byla zapsána Brasilia, a další dvě města – Salvador de Bahia (renesanční památky) a Ouro Preto (barokní architektura). Dále historická centra měst Sao Luís, Olinda, Diamantina a Goiás. Zapsány byly dále jednotlivé památky: Svatyně Bom Jesus ve městě Congohas, Jezuitské mise u indiánů kmene Guaraní a Náměstí sv. Františka ve městě Sao Cristovao.

### Film

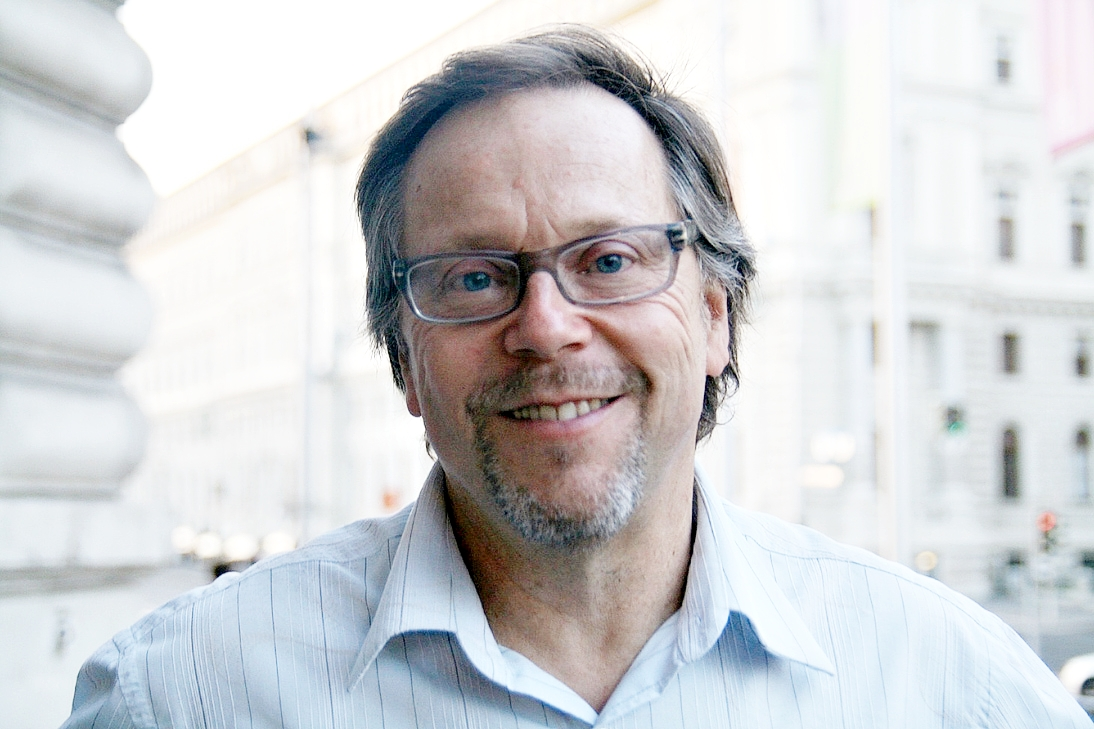
Fernando Meirelles

K nejúspěšnějším brazilským filmovým režisérům patří Fernando Meirelles, který se proslavil zvláště snímkem Město bohů z roku 2002, za jehož režii byl nominován na Oscara. Zlatého lva v Benátkách, Zlatého medvěda na Berlinale i americký Zlatý globus získal Walter Salles. V šedesátých letech 20. století se prosadila osobitá generace brazilských filmových tvůrců zvaná Cinema Novo, která reagovala na francouzskou novou vlnu a italský neorealismus. K jejím hlavním představitelům patřil režisér Glauber Rocha, jehož snímky Terra em Transe a Antonio das Mortes si přivezly ceny z festivalu v Cannes. Za výkladní skříň východisek hnutí Cinema Novo je však považován zejména jeho snímek Deus e o Diabo na Terra do Sol z roku 1964. K dalším tvůrcům řazeným k Cinema Novo patří například Nelson Pereira dos Santos. Anselmo Duarte získal jako první Brazilec roku 1962 Zlatou palmu v Cannes. José Padilha vyhrál v roce 2008 Zlatého medvěda v Berlíně.
Z herců lze jmenovat Fernandu Montenegrovou. Zejména díky vánoční romantické komedii Láska nebeská znají evropští diváci Rodrigo Santora. V americké televizi se prosadila herečka Morena Baccarinová. Brazilská televizní společnost Rede Globo je třetím největším komerčním vysílatelem na světě a proslula produkcí telenovel. První, která uspěla mezinárodně, byla Escrava Isaura z roku 1976, vysílaná v 80 zemích světa. Šlo mj. o první telenovelu vysílanou v Sovětském svazu (roku 1988), byť ve zkrácené podobě. Průlom však přišel zejména na počátku 21. století, kdy začaly telenovely budit zájem mimo jižní Ameriku pravidelně, v mnoha zemích světa uspěly seriály jako Terra Nostra (1999), Laços de Família (2000), O Clone (2002), Caminho das Índias (2010) nebo Avenida Brasil (2012).
K nejúspěšnějším brazilským modelkám patří Adriana Lima, Alessandra Ambrosiová či Gisele Bündchenová.

### Hudba

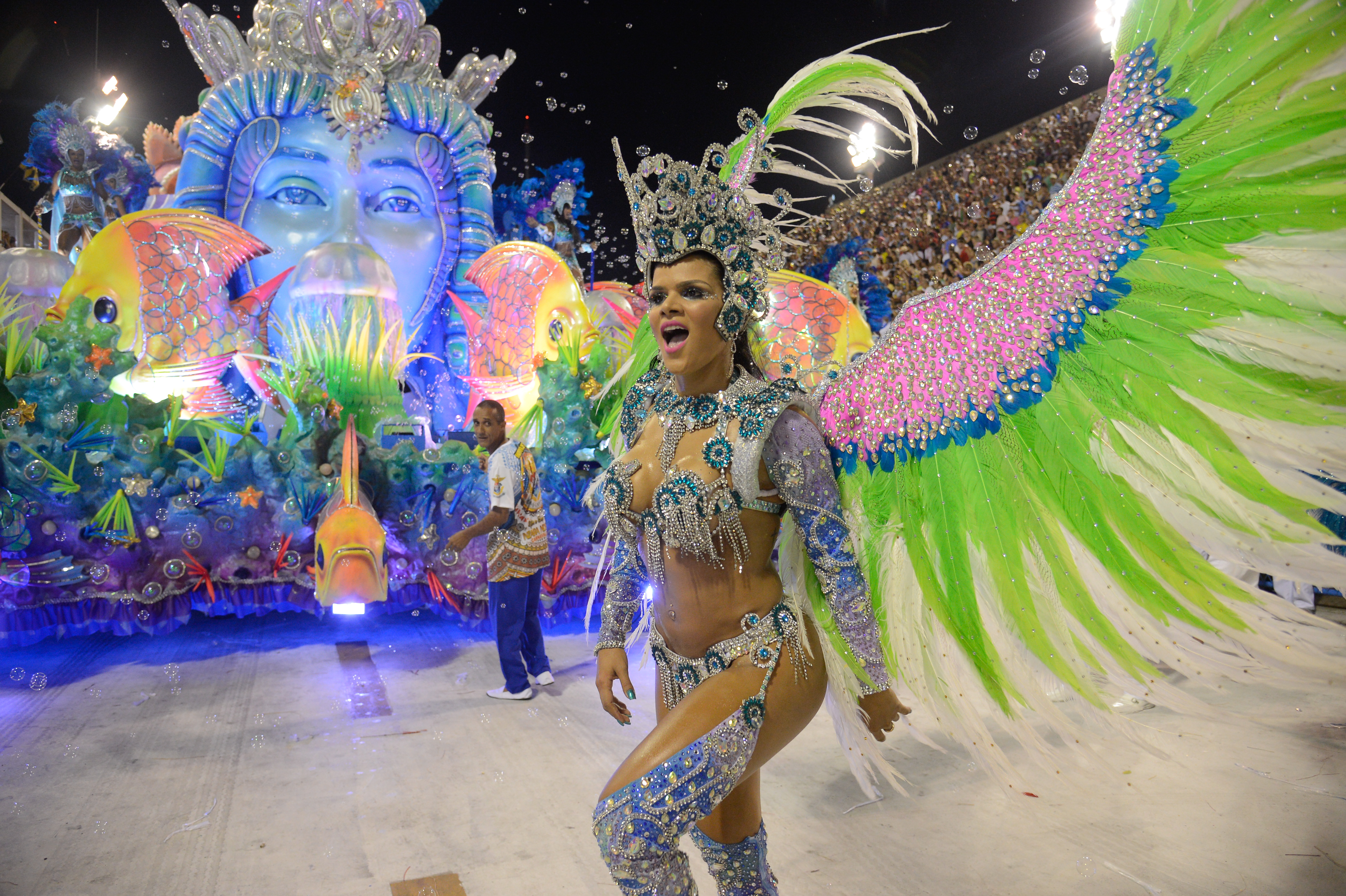
Karneval v Riu

V oblasti vážné hudby je největším brazilským jménem Heitor Villa-Lobos. Prvním jihoamerickým klasikem, který se prosadil v Evropě, byl Antônio Carlos Gomes.
Velkou roli ve vývoji brazilské hudby sehrála samba, zapsaná na seznam světového nehmotného kulturního dědictví UNESCO. Samba je i taneční forma a v brazilské kultuře sehrává velkou roli, zejména během karnevalu v Riu, který se koná každoročně v únoru. Za brazilskou verzi folku lze považovat styl capoeira nebo styl forró, který je populární na severovýchodě Brazílie. V 19. století vznikl styl choro, který je považován za první brazilský městský hudební styl.
Hudební styl bossa nova vytvořil Antonio Carlos Jobim, který tak ovlivnil zásadním způsobem moderní jazz. Jako zpěvačka tohoto žánru se prosadila Astrud Gilbertová. V 60. letech 20. století se objevilo politicko-hudební hnutí Tropicália, k jehož představitelům patřil Caetano Veloso, skupina Os Mutantes nebo Gilberto Gil (který se za Lulovy vlády stal později ministrem kultury). V heavy metalu se prosadila skupina Sepultura.

### Kuchyně

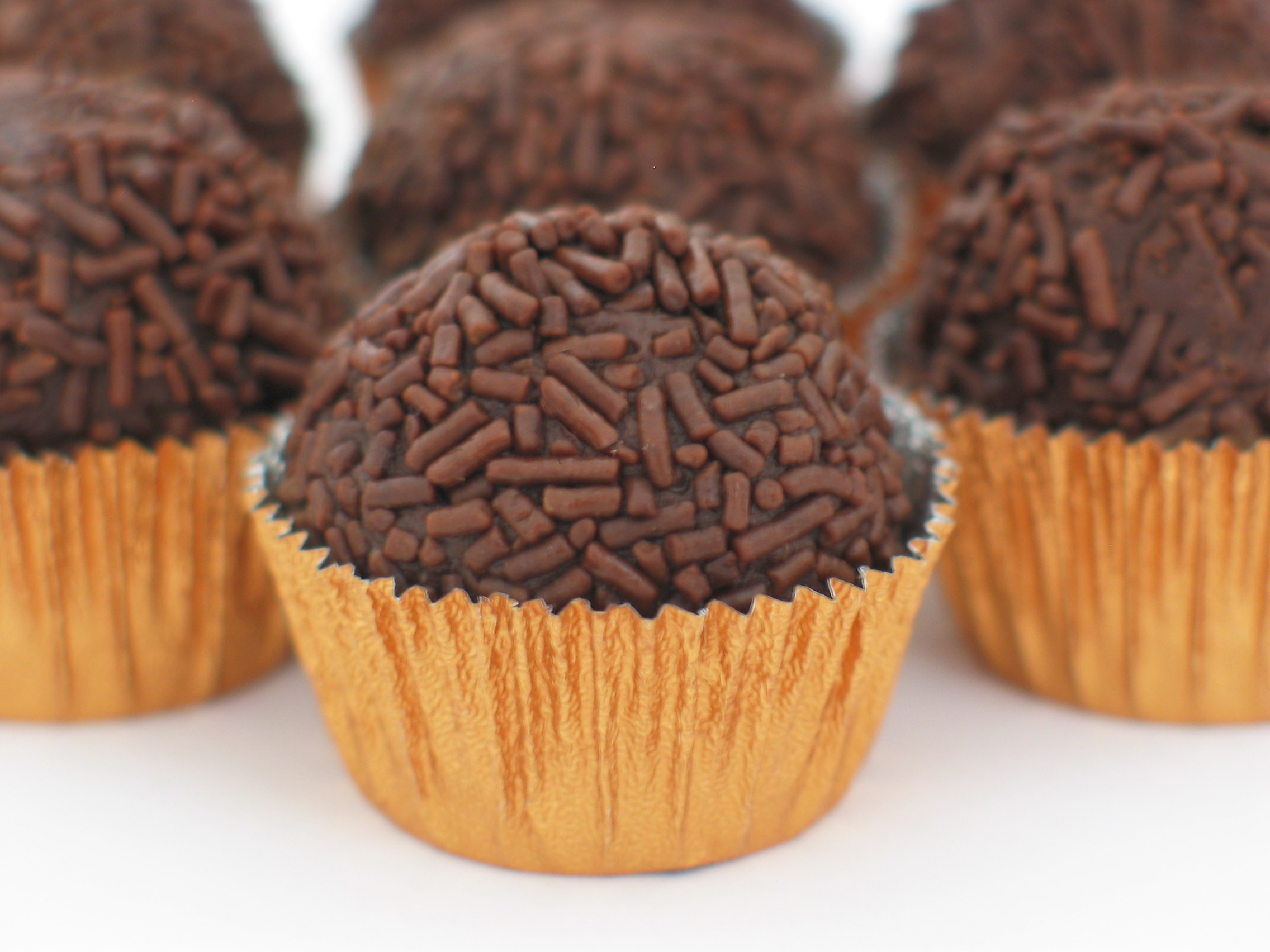
Brigadeiro

Zobecnění brazilské kuchyně je velmi těžké, jelikož neexistuje jednotná národní kuchyně, ale mnoho regionálních. Každý region si vyvinul vlastní pokrmy v závislosti na oblasti, kultuře a zvykům jak původních obyvatel, tak přistěhovalců. Pokud ovšem existuje jeden pokrm, který je typickým příkladem brazilského vaření, tak je to feijoada. V Rio de Janeiru je obzvláště tento pokrm velmi oblíbený, ačkoliv jednotlivé ingredience jsou velmi atypické a mohou nepřipraveného hosta zaskočit. Slavným brazilským dezertem je brigadeiro. Vytvořil ho cukrář z Ria de Janeira Heloisa Nabuco de Oliveira. Je vyráběn z kondenzovaného mléka, kakaového prášku, másla a čokolády. Je oblíbený v celé Brazílii a často je konzumován během svátků. Při narozeninových oslavách se stalo tradicí podávat verzi tohoto dezertu zvanou beijinho, která je bílá díky užití kokosu. Na svatbách se často podává tmavá kakaová i světlá kokosová verze jako symbol spojení muže a ženy.
Za národní nápoj je považované pivo typu ležák (pilsen), káva a světoznámý brazilský alkohol Cachaça. Stejně jako Rusko má za národní pití vodku, tak v Brazílii je to jednoznačně Cachaça. Jedná se o průzračný alkohol vyrobený z fermentované cukrové třtiny. Cachaça v kombinaci s drcenou limetkou, cukrem, a ledem se stává velmi populárním národním nápojem s názvem caipirinha. Mezi oblíbené nealkoholické nápoje patří Guarana, lahodný šumivý nápoj vyrobený z amazonských bobulí.

### Sport

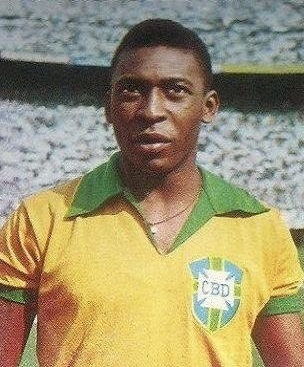
Pelé

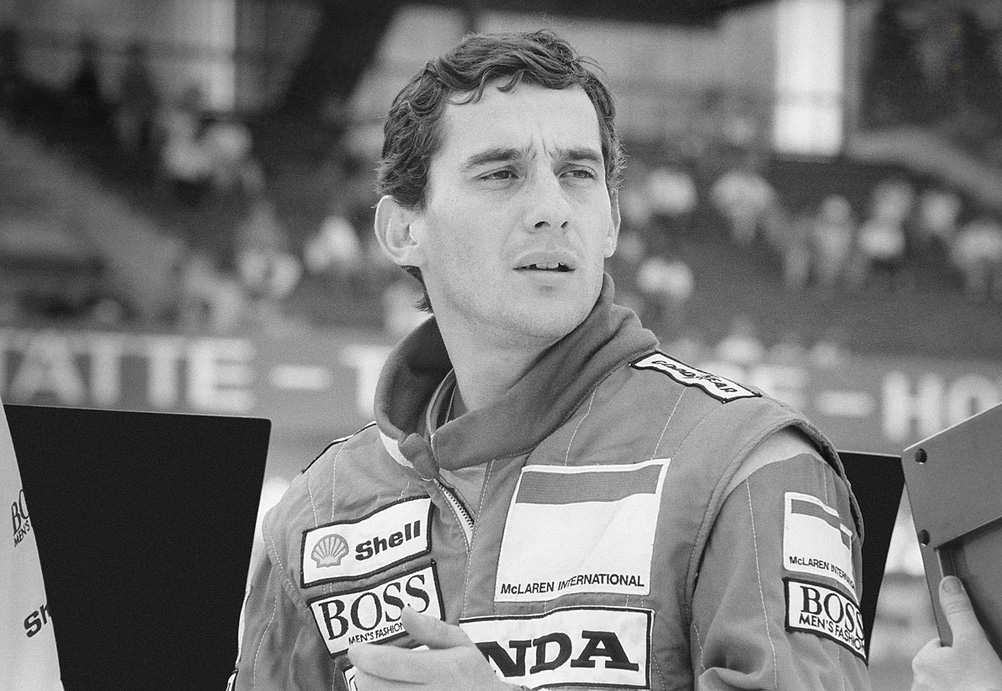
Ayrton Senna

Brazilská fotbalová reprezentace patří mezi nejúspěšnější na světě a od roku 1958 pětkrát zvítězila na mistrovství světa a dvakrát na olympijských hrách (2016, 2020). Meziválečnou hvězdou byl Leônidas da Silva, dle legendy vynálezce střely přes hlavu („nůžek“). Ve 40. letech a na začátku 50. let byl největší brazilskou fotbalovou osobností Zizinho. Pilířem mužstva, jež získalo tři první tituly (1958, 1962, 1970), byl Pelé, mnohdy označovaný za nejlepšího fotbalistu všech dob. K dalším osobnostem patřili Garincha, Didi, Nílton Santos a Djalma Santos, později i Carlos Alberto Torres, Jairzinho či Roberto Rivelino. Největšími hvězdami 80. let byli Zico, Falcão a Sócrates, tehdy se však Brazilcům na mezinárodní scéně tolik nedařilo. Další velká éra přišla v 90. letech a na počátku nového století, kdy Brazilci dvakrát šampionát vyhráli (1994, 2002) a jednou skončili druzí. Hvězdami této éry byli Cafu, Romário, Bebeto, Ronaldo, Roberto Carlos, Rivaldo, Ronaldinho či Kaká. Po roce 2002 Brazilci sice vyklidili pozice, Neymar se však přesto stal světovou hvězdou. Brazílie má ovšem i ženskou fotbalovou hvězdu, Martu. K úspěšným trenérům patří Luiz Felipe Scolari či Mário Zagallo. Dlouholetým prezidentem FIFA byl João Havelange.
Velmi silní jsou Brazilci, obzvláště od 90. let 20. století, ve volejbale. Brazilské volejbalistky dvakrát vyhráli olympijský turnaj (2008, 2012), muži jsou ještě úspěšnější a brali nejen tři olympijské zlaté (1992, 2004, 2016), ale i tři tituly mistrů světa (2002, 2006, 2010). Hlavními hvězdami této slavné éry brazilského volejbalu jsou Nalbert Bitencourt a Giba, z žen Fofão. Neméně populární je v Brazílii plážový volejbal, o čemž svědčí tři zlaté z olympiád, dvě ze soutěže mužské, jedna z ženské.
Brazilská basketbalová reprezentace mužů dvakrát vyhrála mistrovství světa (1959, 1963), ženský tým jednou (1994). Leandro Barbosa se stal vítězem americké NBA. Amaury Pasos, Bira Maciel, Oscar Schmidt, Paula Goncalvesová a Hortência Marcariová, jsou členy síně slávy Mezinárodní basketbalové federace.
Brazilská házenkářská reprezentace žen vybojovala roku 2013 prvenství na mistrovství světa. Alexandra Do Nascimentová (2012) a Eduarda Amorimová (2014) byly vyhlášeny nejlepšími házenkářkami světa.
Brazilci, od své první účasti v roce 1920, získali 37 zlatých olympijských medailí (k roku 2021). Nejúspěšnější jsou v jachtingu, kde si připsali osm zlatých (k nejúspěšnějším jachtařům patří Robert Scheidt a Torben Grael). První atletickou hvězdou se stal v 50. letech trojskokan Adhemar Ferreira da Silva, který přivezl zlato ze dvou olympiád (1952, 1956). Další atletické zlato pro Brazílii vybojoval v Los Angeles roku 1984 Joaquim Cruz v běhu na 800 metrů. V Pekingu 2008 vyhrála závod ve skoku dalekém Maurren Maggiová. Roku 2016 triumfoval skokan o tyči Thiago Braz da Silva. Úspěšní jsou Brazilci také v judu (4 zlaté), přičemž ve 21. století jsou úspěšnější ženy (Rafaela Silvaová, Sarah Menezesová). Zlato mají i plavci César Cielo a Ana Marcela Cunhaová.
Jedny letní olympijské hry Brazílie sama pořádala, v srpnu roku 2016 v Rio de Janerio. Šlo o vůbec první olympijské hry uspořádané v Jižní Americe. Konala se zde také dvě mistrovství světa ve fotbale, v roce 1950 a roku 2014.
Legendami závodů Formule 1 jsou Ayrton Senna (3 tituly mistra světa), Nelson Piquet (rovněž 3 tituly) a Emerson Fittipaldi (2 tituly). Na druhé místo to dotáhli Rubens Barrichello a Felipe Massa. V Brazílii se také každý rok jede, v Interlagosu, Grand Prix Brazílie, jež je součástí seriálu Formule 1.
Tenista Gustavo Kuerten byl světovou jedničkou a dvakrát vítězem Roland Garros (1998, 2002). Také Maria Buenová byla světovou hráčkou č. 1 a trojnásobnou vítězkou Wimbledonu (1959, 1960, 1964) a čtyřnásobnou US Open (1959, 1963, 1964, 1966).
Některé sporty v Brazílii přímo vznikly, například futsal nebo bojové umění capoeira.

### Věda

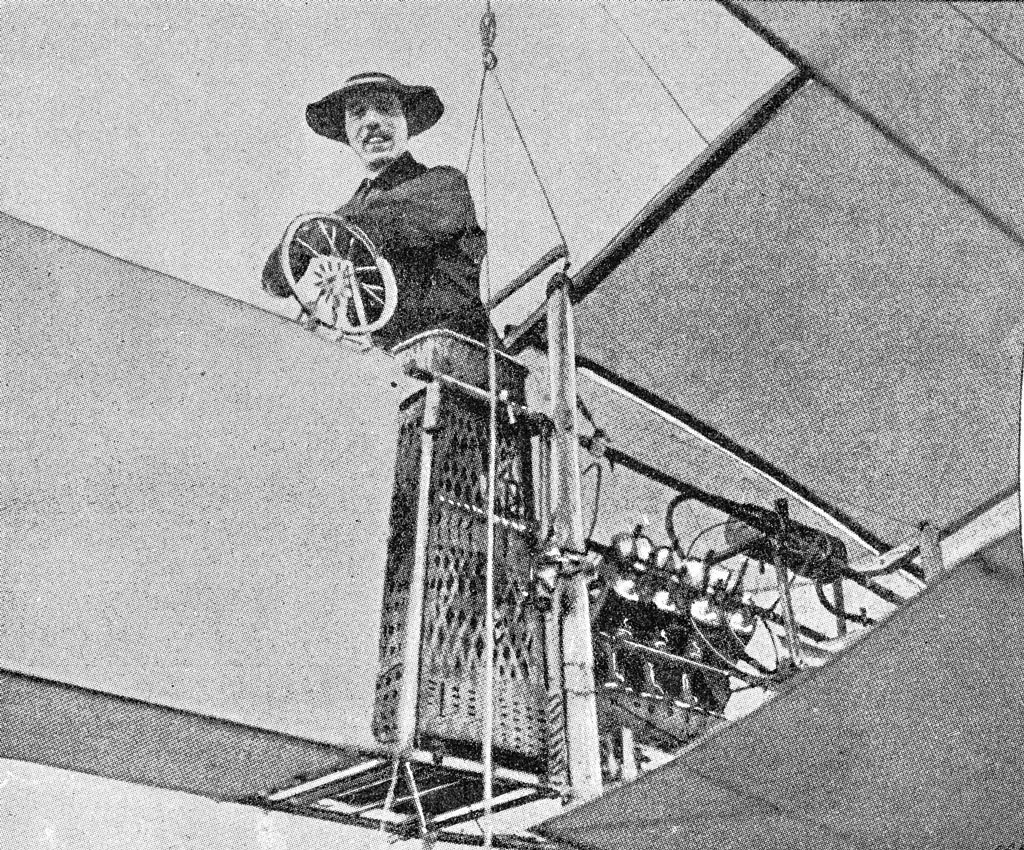
Alberto Santos-Dumont

K významným vědeckým osobnostem patřil Alberto Santos-Dumont, letecký průkopník a konstruktér. Sestrojil první skutečně řiditelnou vzducholoď na světě. Provedl první ověřený let letounu těžšího vzduchu v Evropě. José Bonifácio de Andrada e Silva má zásluhu na objevu čtyř nových minerálů, nazván je po něm andradit. Bakteriolog Carlos Chagas jako první popsal tzv. Chagasovu chorobu, tropické parazitární onemocnění způsobené prvokem Trypanosoma cruzi, které je přenášené pokousáním dravých krev sajících ploštic. Fritz Müller patřil k průkopníkům darwinismu. Matematik Artur Avila získal roku 2014 prestižní Fieldsovu medaili. César Lattes je jedním z objevitelů pionu, složené subatomární částice, patřící mezi mezony a tvořené kvarky a antikvarky. Mário Schenberg je považován za jednoho z nejvýznamnějších brazilských teoretických fyziků. Nejznámější jsou jeho příspěvky k astrofyzice, zejména teorii jaderných procesů při tvorbě supernov.
Moderní pedagogiku svou „pedagogikou utlačených“ značně ovlivnil Paulo Freire. Hélder Câmara a Leonardo Boff byli brazilskými reprezentanty teologie osvobození, která rezonovala v celé Latinské Americe v 50. a 60. letech 20. století. K představitelkám Jungovy psychologie patřila Nise da Silveira.
Univerzita São Paulo je největší v Brazílii a druhou nejlépe hodnocenou univerzitou v Latinské Americe. Brazilský kosmický výzkum je nejrozvinutější v celé Latinské Americe, řízen je Brazilskou kosmickou agenturou. V roce 1993 se jí podařilo vyslat do kosmu první brazilský satelit pomocí brazilského nosiče. Jednalo se o SCD-1. V roce 1998 byl vyslán druhý satelit (SCD-2). Poté následovaly ještě satelity CBERS-1 a SACI-1. V současnosti se Brazílie spolupodílí s dalšími 16 zeměmi na budování Mezinárodní vesmírné stanice (ISS). V roce 2006 se podařilo vyslat prvního brazilského kosmonauta – Marcose Pontese – na ISS.

## Města

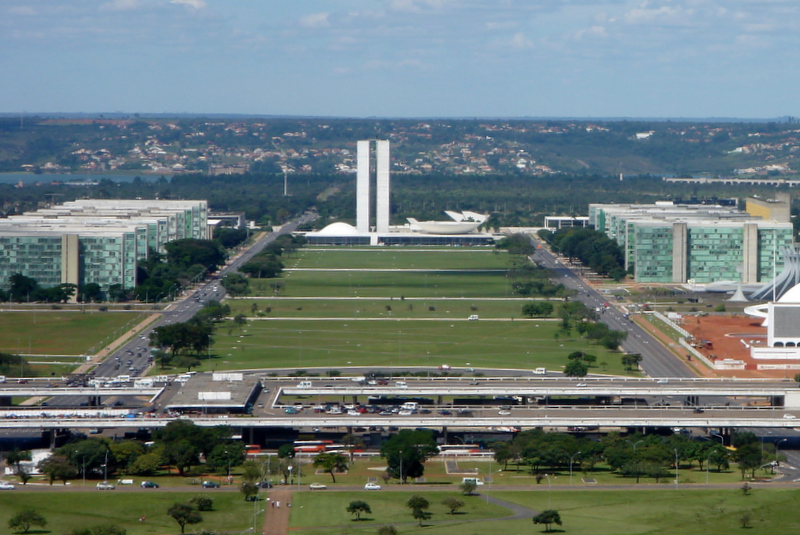
Brasília
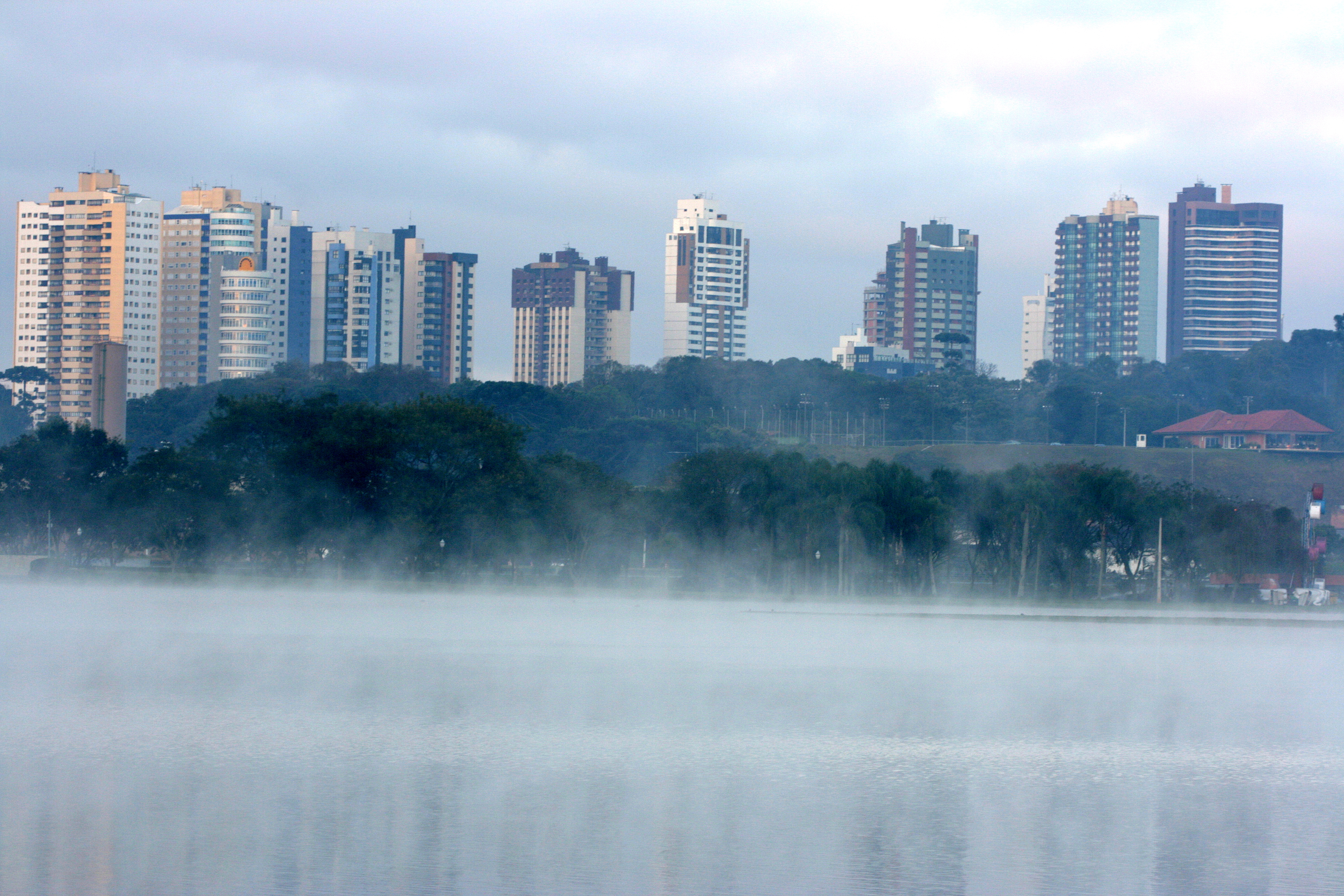
Curitiba
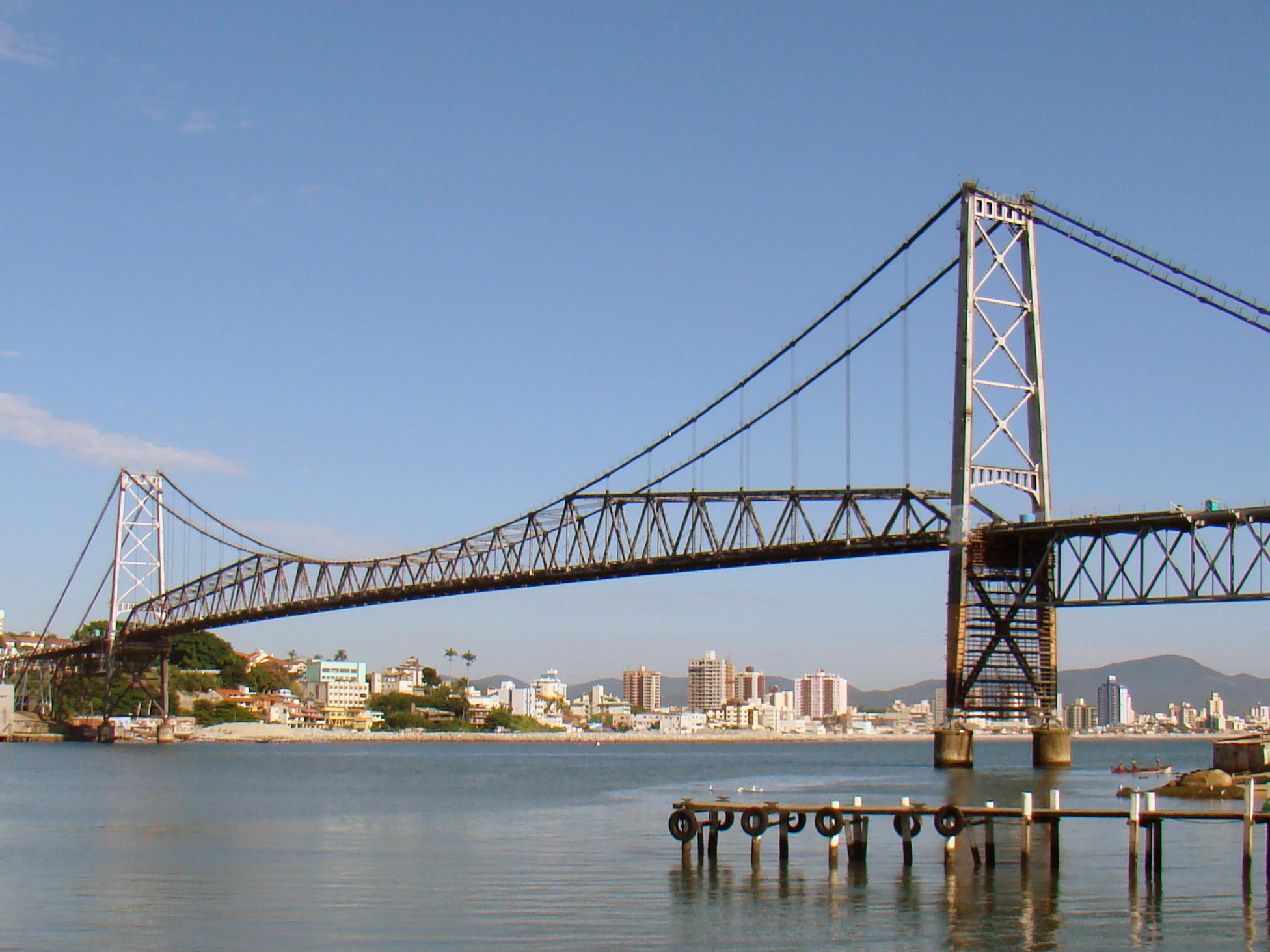
Florianópolis
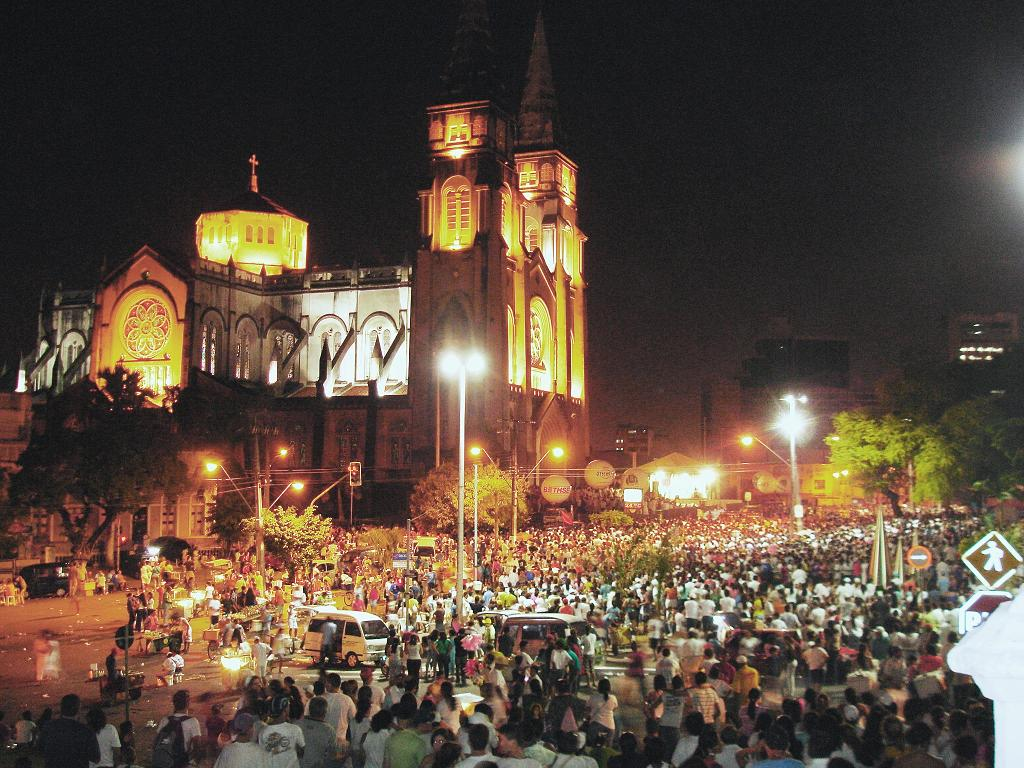
Fortaleza
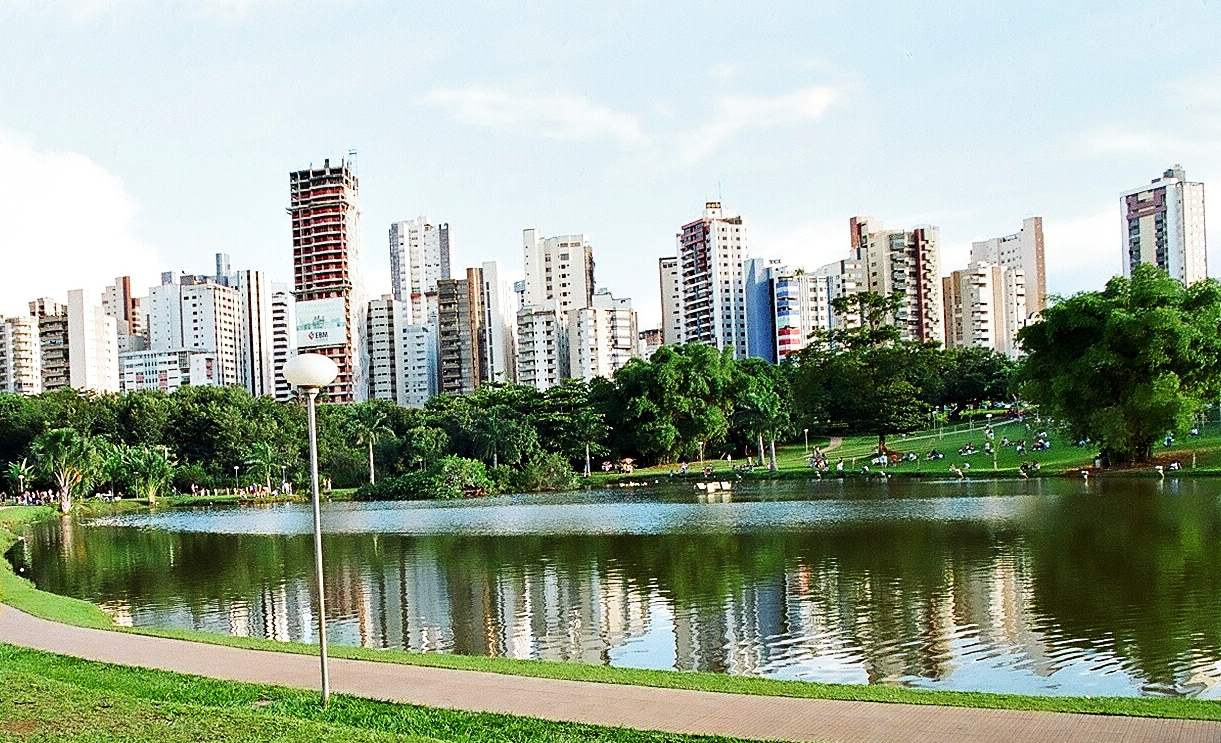
Goiânia
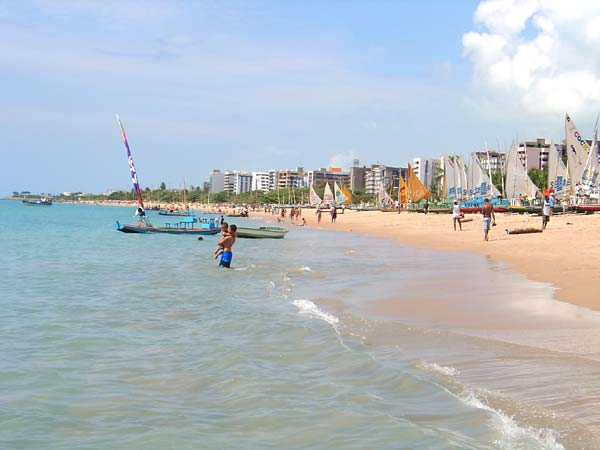
Maceió
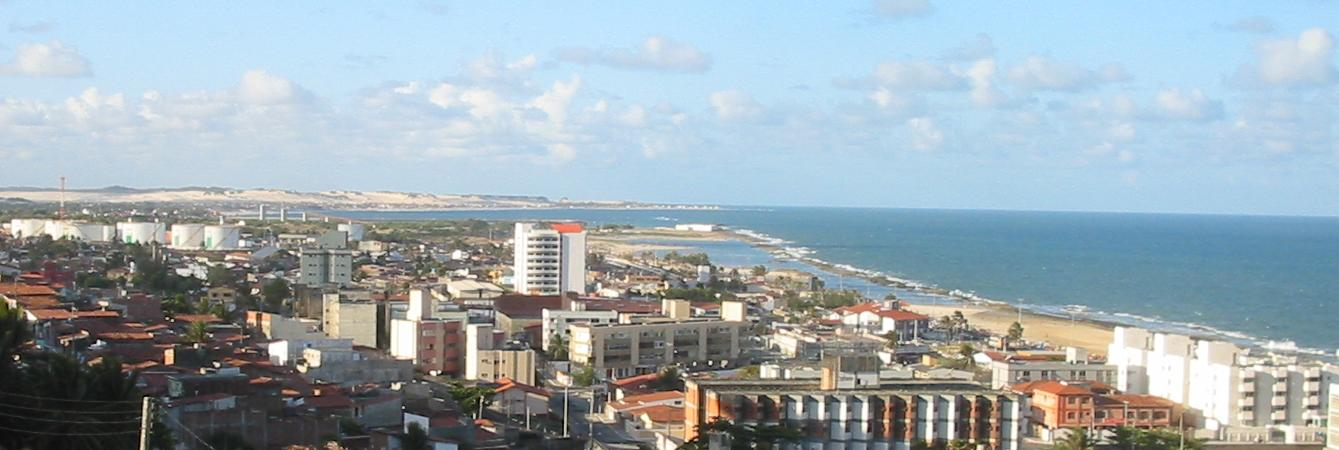
Natal
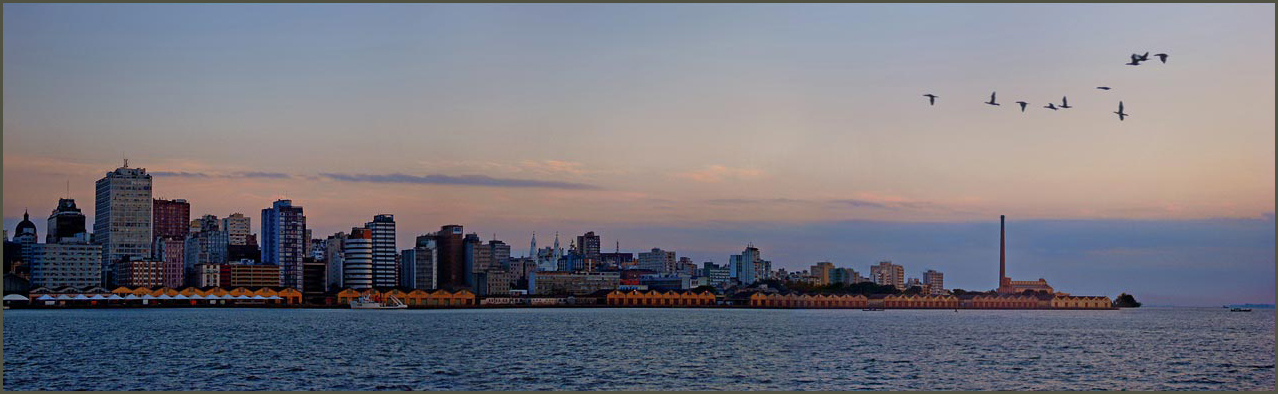
Porto Alegre
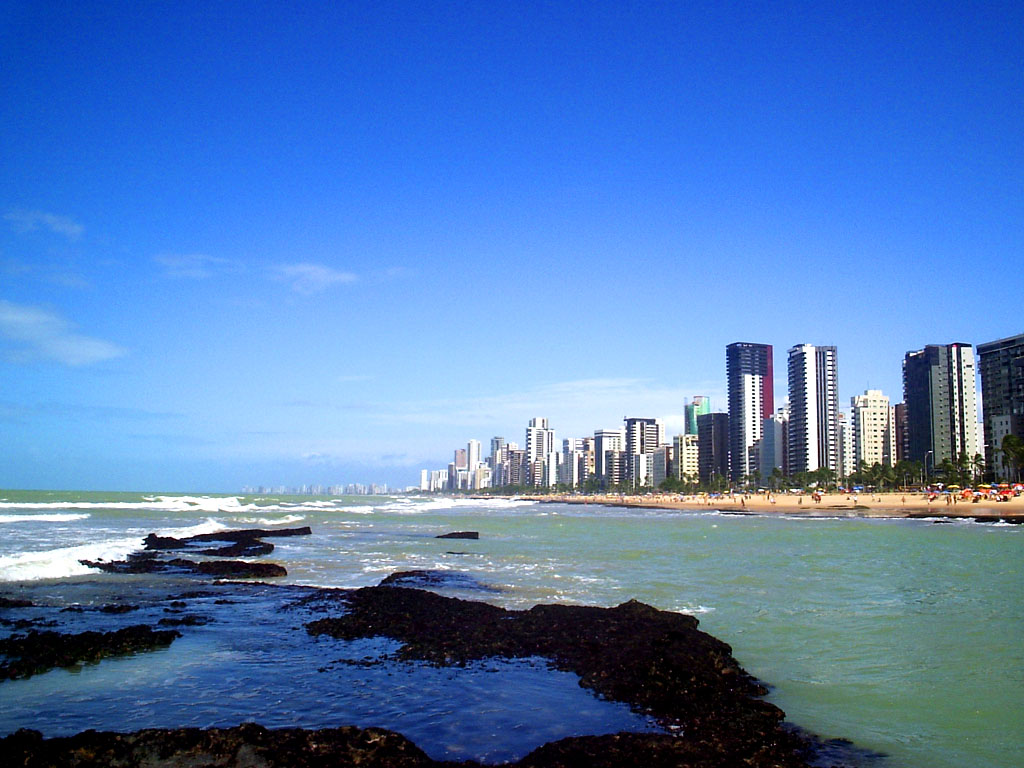
Recife
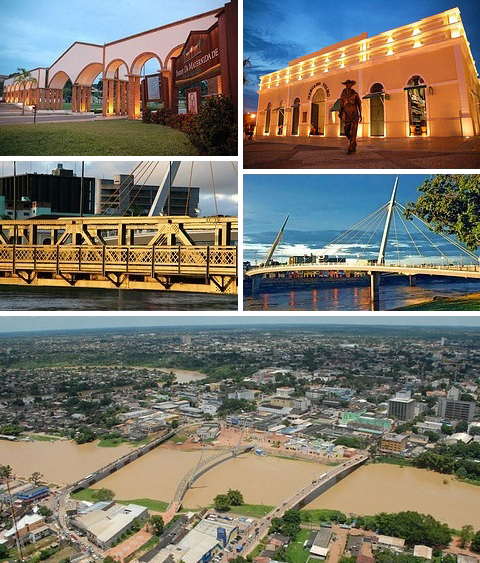
Rio Branco (Acre)
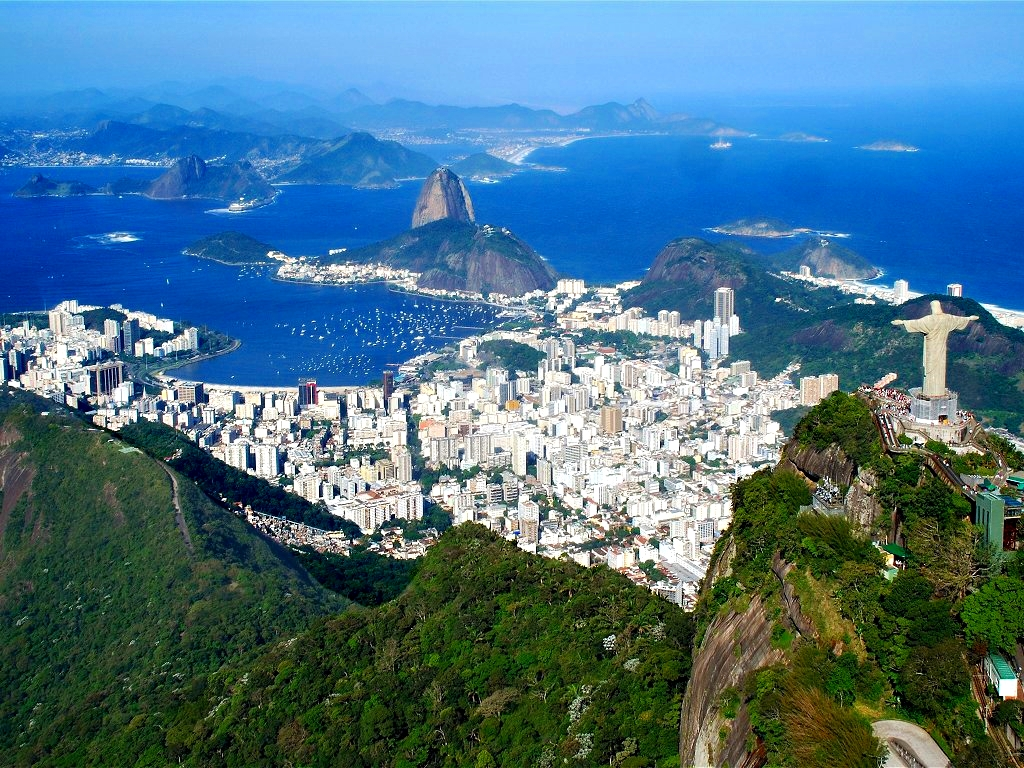
Rio de Janeiro
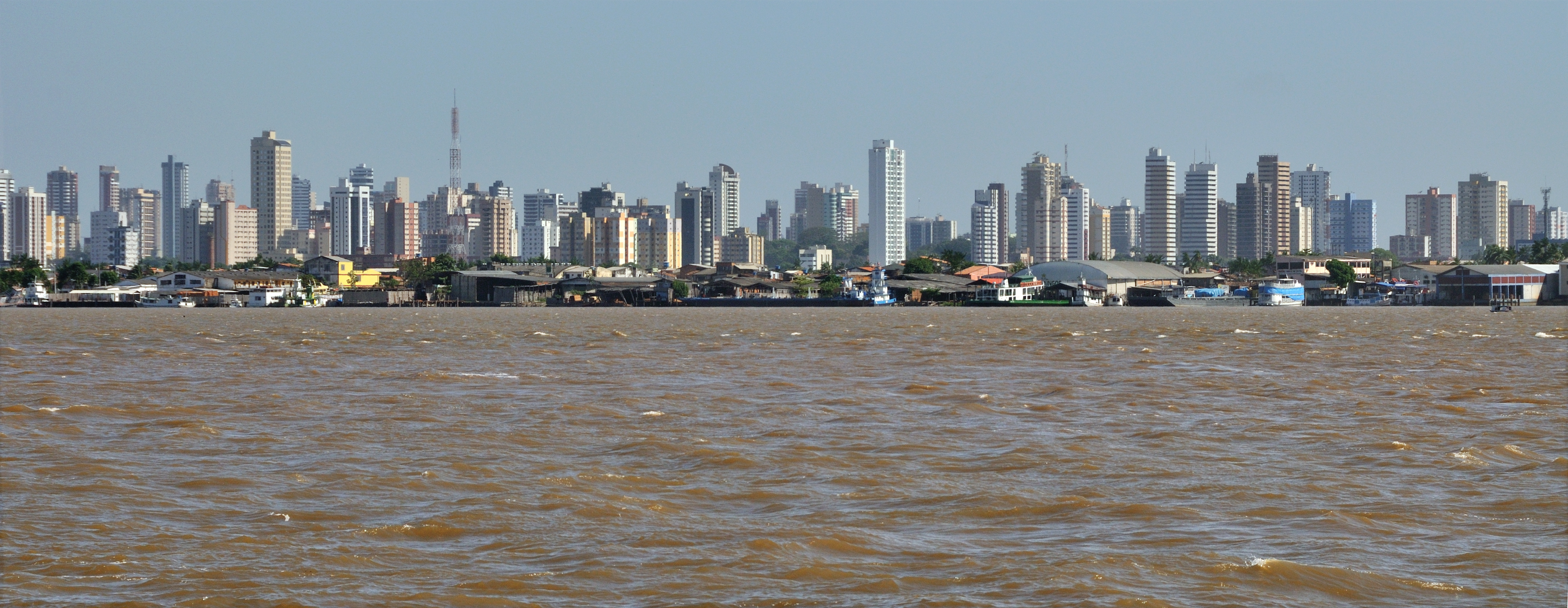
Belém
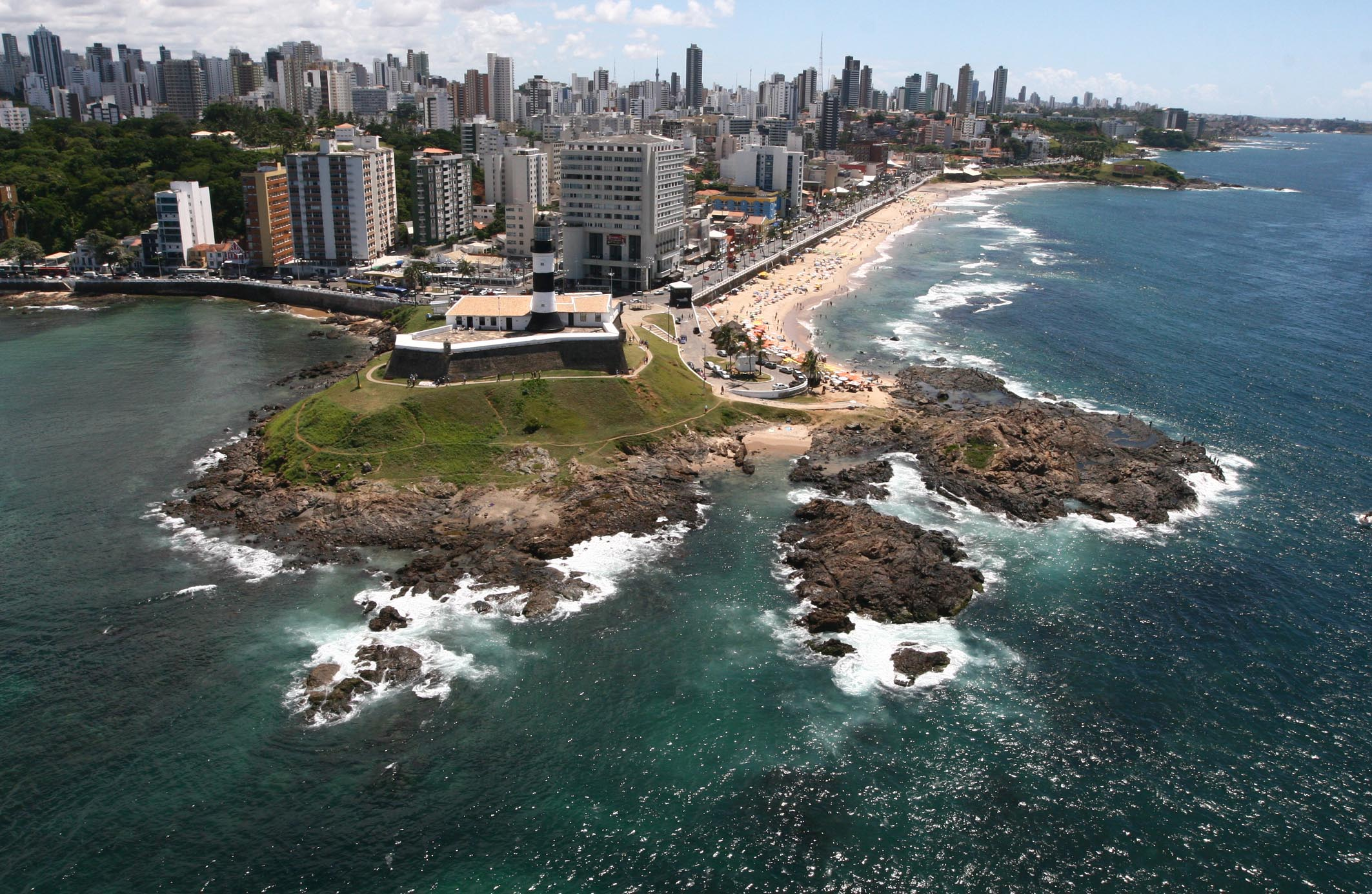
Salvador
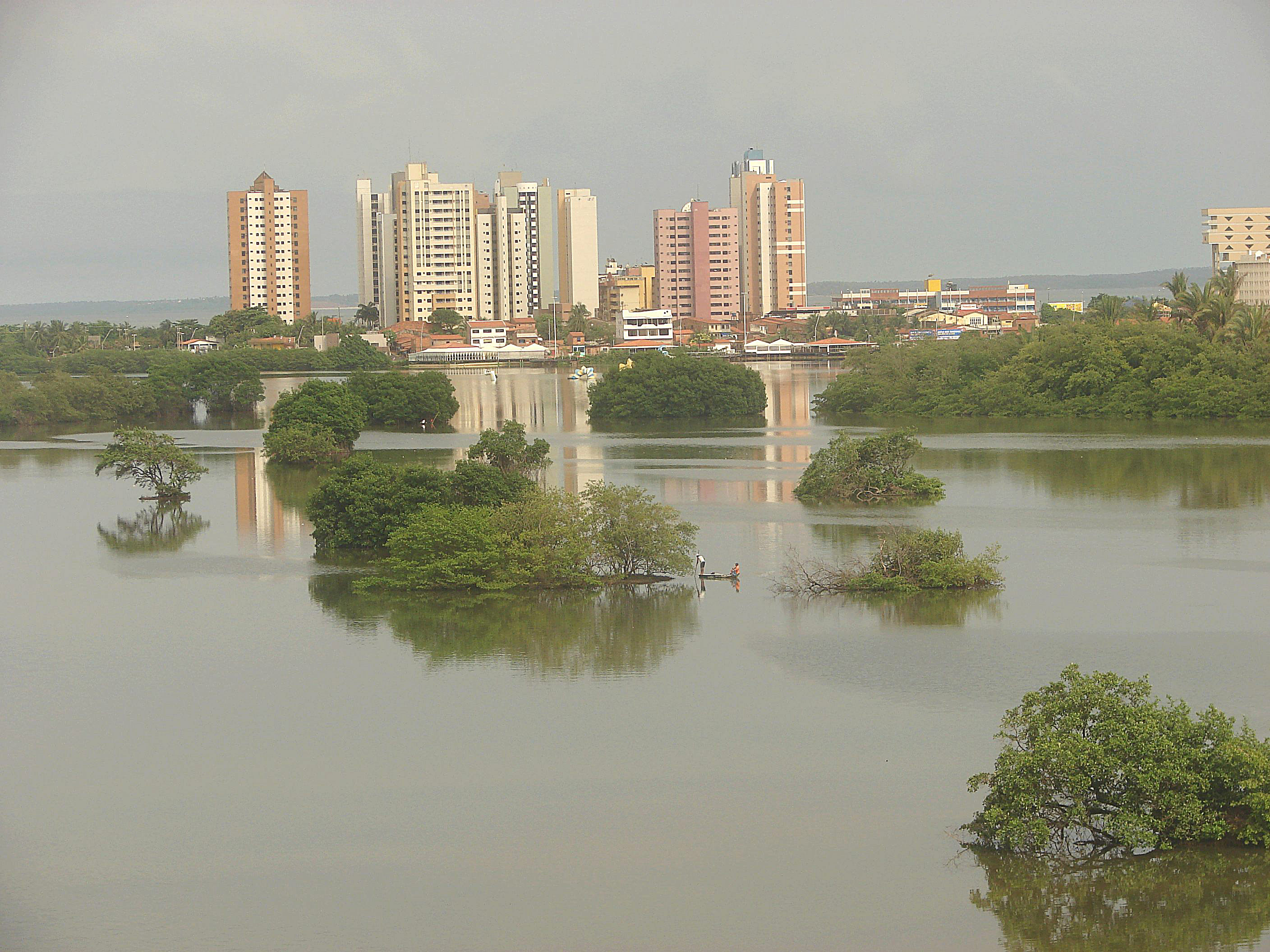
São Luís
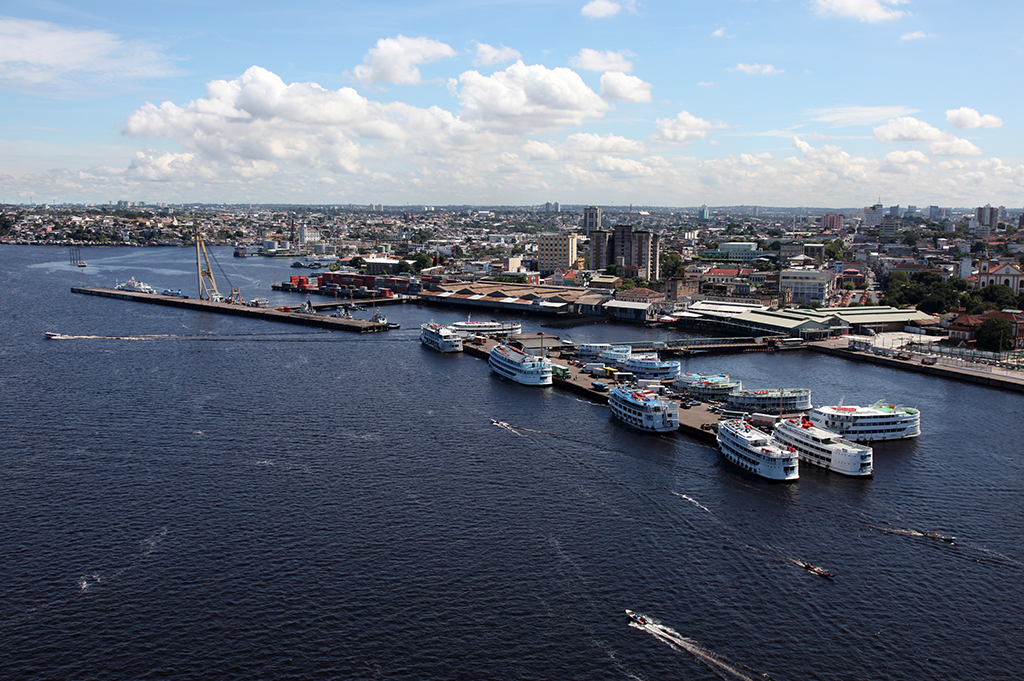
Manaus
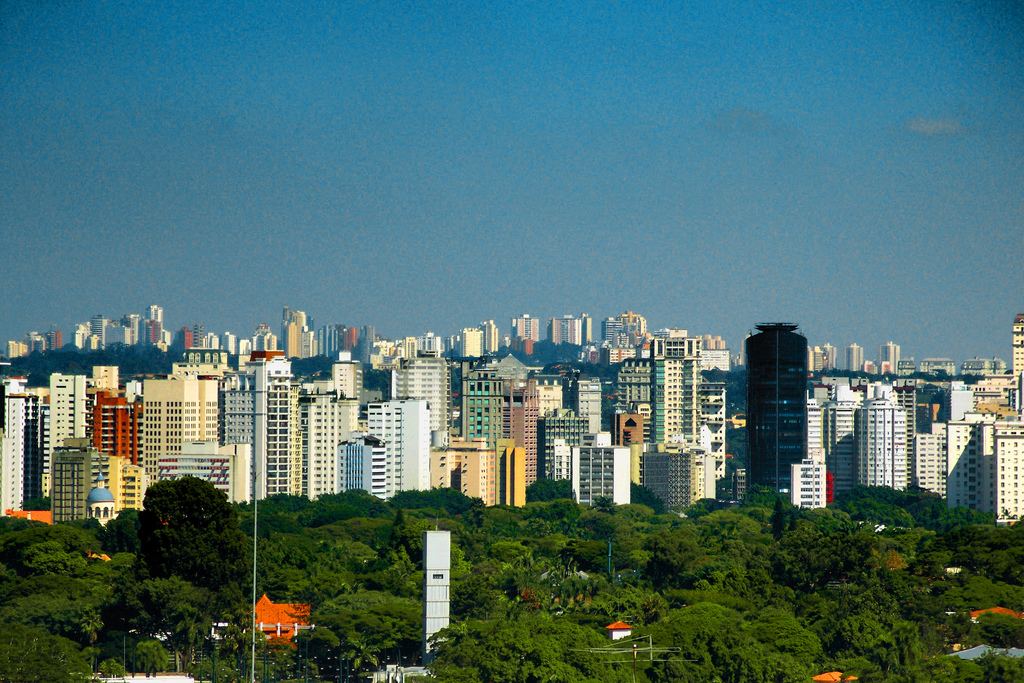
São Paulo